# Список медалісток з плавання на чемпіонатах світу з водних видів спорту
У цій статті представлено список жінок, що здобули медалі з плавання на чемпіонатах світу з водних видів спорту в 1973 — 2022 роках.

## Медалістки
Жирними цифрами в дужках позначено рекордну кількість перемог у відповідних дисциплінах.

### 50 метрів вільним стилем
| Рік            | Золото                         | Срібло                         | Бронза                            |
| -------------- | ------------------------------ | ------------------------------ | --------------------------------- |
| Мадрид 1986    | Тамара Костаке Румунія         | Крістін Отто НДР               | Марі-Терез Арментеро Швейцарія    |
| Перт 1991      | Чжуан Юн КНР                   | Лей Енн Феттер США             | не вручали                        |
| Перт 1991      | Чжуан Юн КНР                   | Катрін Плевінскі Франція       | не вручали                        |
| Рим 1994       | Ле Цзін'ї КНР                  | Наталія Мещерякова Росія       | Емі Ван Дікен США                 |
| Перт 1998      | Емі Ван Дікен США              | Зандра Фелкер Німеччина        | Шань Їн КНР                       |
| Фукуока 2001   | Інге де Бройн Нідерланди       | Тереза Альсгаммар Швеція       | Зандра Фелкер Німеччина           |
| Барселона 2003 | Інге де Бройн (2) Нідерланди   | Еліс Міллс Австралія           | Ліббі Тріккетт Австралія          |
| Монреаль 2005  | Ліббі Тріккетт Австралія       | Марлен Велдгойс Нідерланди     | Чжу Інвень КНР                    |
| Мельбурн 2007  | Ліббі Тріккетт (2) Австралія   | Тереза Альсгаммар Швеція       | Марлен Велдгойс Нідерланди        |
| Рим 2009       | Брітта Штеффен Німеччина       | Тереза Альсгаммар Швеція       | Кейт Кемпбелл Австралія           |
| Рим 2009       | Брітта Штеффен Німеччина       | Тереза Альсгаммар Швеція       | Марлен Велдгойс Нідерланди        |
| Шанхай 2011    | Тереза Альсгаммар Швеція       | Раномі Кромовідьойо Нідерланди | Марлен Велдгойс Нідерланди        |
| Барселона 2013 | Раномі Кромовідьойо Нідерланди | Кейт Кемпбелл Австралія        | Франческа Голсолл Велика Британія |
| Казань 2015    | Бронте Кемпбелл Австралія      | Раномі Кромовідьойо Нідерланди | Сара Шестрем Швеція               |
| Будапешт 2017  | Сара Шестрем Швеція            | Раномі Кромовідьойо Нідерланди | Сімоне Мануель США                |
| Кванджу 2019   | Сімоне Мануель США             | Сара Шестрем Швеція            | Кейт Кемпбелл Австралія           |
| Будапешт 2022  | Сара Шестрем (2) Швеція        | Катажина Васік Польща          | Еріка Браун США                   |
| Будапешт 2022  | Сара Шестрем (2) Швеція        | Катажина Васік Польща          | Меґ Гарріс Австралія              |

- Медалі:

| Місце   | Країна          | Золото | Срібло | Бронза | Загалом |
| ------- | --------------- | ------ | ------ | ------ | ------- |
| 1       | Нідерланди      | 3      | 4      | 3      | 10      |
| 2       | Швеція          | 3      | 4      | 1      | 8       |
| 3       | Австралія       | 3      | 2      | 4      | 9       |
| 4       | США             | 2      | 1      | 3      | 6       |
| 5       | КНР             | 2      | 0      | 2      | 4       |
| 6       | Німеччина       | 1      | 1      | 1      | 3       |
| 7       | Румунія         | 1      | 0      | 0      | 1       |
| 8       | НДР             | 0      | 1      | 0      | 1       |
| 8       | Франція         | 0      | 1      | 0      | 1       |
| 8       | Польща          | 0      | 1      | 0      | 1       |
| 8       | Росія           | 0      | 1      | 0      | 1       |
| 12      | Велика Британія | 0      | 0      | 1      | 1       |
| 12      | Швейцарія       | 0      | 0      | 1      | 1       |
| Загалом | Загалом         | 15     | 16     | 16     | 47      |

### 100 метрів вільним стилем
| Рік            | Золото                         | Срібло                            | Бронза                          |
| -------------- | ------------------------------ | --------------------------------- | ------------------------------- |
| Белград 1973   | Корнелія Ендер НДР             | Ширлі Бабашофф США                | Еніт Бріґіта Нідерланди         |
| Калі 1975      | Корнелія Ендер (2) НДР         | Ширлі Бабашофф США                | Еніт Бріґіта Нідерланди         |
| Берлін 1978    | Барбара Краузе НДР             | Лене Єнссен Норвегія              | Лариса Царьова СРСР             |
| Гуаякіль 1982  | Бірґіт Майнеке НДР             | Аннемарі Верстаппен Нідерланди    | Джилл Стеркел США               |
| Мадрид 1986    | Крістін Отто НДР               | Дженна Джонсон США                | Конні ван Бентум Нідерланди     |
| Перт 1991      | Нікол Гейслетт США             | Катрін Плевінскі Франція          | Чжуан Юн КНР                    |
| Рим 1994       | Ле Цзін'ї КНР                  | Люй Бінь КНР                      | Францишка ван Альмсік Німеччина |
| Перт 1998      | Дженні Томпсон США             | Мартіна Моравцова Словаччина      | Шань Їн КНР                     |
| Фукуока 2001   | Інге де Бройн Нідерланди       | Катрін Майснер Німеччина          | Зандра Фелкер Німеччина         |
| Барселона 2003 | Ханна-Марія Сеппяля Фінляндія  | Джоді Генрі Австралія             | Дженні Томпсон США              |
| Монреаль 2005  | Джоді Генрі Австралія          | Наталі Коглін США                 | не вручали                      |
| Монреаль 2005  | Джоді Генрі Австралія          | Малія Метелла Франція             | не вручали                      |
| Мельбурн 2007  | Ліббі Тріккетт Австралія       | Марлен Велдгойс Нідерланди        | Брітта Штеффен Німеччина        |
| Рим 2009       | Брітта Штеффен Німеччина       | Франческа Голсолл Велика Британія | Ліббі Тріккетт Австралія        |
| Шанхай 2011    | Олександра Герасименя Білорусь | не вручали                        | Раномі Кромовідьойо Нідерланди  |
| Шанхай 2011    | Джанетт Оттесен Данія          | не вручали                        | Раномі Кромовідьойо Нідерланди  |
| Барселона 2013 | Кейт Кемпбелл Австралія        | Сара Шестрем Швеція               | Раномі Кромовідьойо Нідерланди  |
| Казань 2015    | Бронте Кемпбелл Австралія      | Сара Шестрем Швеція               | Кейт Кемпбелл Австралія         |
| Будапешт 2017  | Сімоне Мануель США             | Сара Шестрем Швеція               | Пернілле Блуме Данія            |
| Кванджу 2019   | Сімоне Мануель (2) США         | Кейт Кемпбелл Австралія           | Сара Шестрем Швеція             |
| Будапешт 2022  | Моллі О'Каллаган Австралія     | Сара Шестрем Швеція               | Торрі Гаск США                  |

- Медалі:

| Місце   | Країна          | Золото | Срібло | Бронза | Загалом |
| ------- | --------------- | ------ | ------ | ------ | ------- |
| 1       | Австралія       | 5      | 2      | 2      | 9       |
| 2       | НДР             | 5      | 0      | 0      | 5       |
| 3       | США             | 4      | 4      | 3      | 11      |
| 4       | Нідерланди      | 1      | 2      | 5      | 8       |
| 5       | Німеччина       | 1      | 1      | 3      | 5       |
| 6       | КНР             | 1      | 1      | 2      | 4       |
| 7       | Данія           | 1      | 0      | 1      | 2       |
| 8       | Білорусь        | 1      | 0      | 0      | 1       |
| 8       | Фінляндія       | 1      | 0      | 0      | 1       |
| 10      | Швеція          | 0      | 4      | 1      | 5       |
| 11      | Франція         | 0      | 2      | 0      | 2       |
| 12      | Велика Британія | 0      | 1      | 0      | 1       |
| 12      | Норвегія        | 0      | 1      | 0      | 1       |
| 12      | Словаччина      | 0      | 1      | 0      | 1       |
| 15      | СРСР            | 0      | 0      | 1      | 1       |
| Загалом | Загалом         | 20     | 19     | 18     | 57      |

### 200 метрів вільним стилем
| Рік            | Золото                          | Срібло                       | Бронза                      |
| -------------- | ------------------------------- | ---------------------------- | --------------------------- |
| Белград 1973   | Кіна Ротгаммер США              | Ширлі Бабашофф США           | Андреа Айфе НДР             |
| Калі 1975      | Ширлі Бабашофф США              | Корнелія Ендер НДР           | Еніт Бріґіта Нідерланди     |
| Берлін 1978    | Сінтія Вудгед США               | Барбара Краузе НДР           | Лариса Царьова СРСР         |
| Гуаякіль 1982  | Аннемарі Верстаппен Нідерланди  | Бірґіт Майнеке НДР           | Аннеліс Маас Нідерланди     |
| Мадрид 1986    | Гайке Фрідріх НДР               | Мануела Штельмах НДР         | Мері Т. Мігер США           |
| Перт 1991      | Гейлі Льюїс Австралія           | Дженет Еванс США             | Метте Якобсен Данія         |
| Рим 1994       | Францишка ван Альмсік Німеччина | Люй Бінь КНР                 | Клаудія Полл Коста-Рика     |
| Перт 1998      | Клаудія Полл Коста-Рика         | Мартіна Моравцова Словаччина | Джулія Ґревілл Австралія    |
| Фукуока 2001   | Джиан Руні Австралія            | Ян Юй КНР                    | Камелія Аліна Потек Румунія |
| Барселона 2003 | Алена Попшанка Білорусь         | Мартіна Моравцова Словаччина | Ян Юй КНР                   |
| Монреаль 2005  | Соленн Фіге Франція             | Федеріка Пеллегріні Італія   | Юзефіна Ліллгаге Швеція     |
| Монреаль 2005  | Соленн Фіге Франція             | Федеріка Пеллегріні Італія   | Ян Юй КНР                   |
| Мельбурн 2007  | Лор Маноду Франція              | Анніка Лурц Німеччина        | Федеріка Пеллегріні Італія  |
| Рим 2009       | Федеріка Пеллегріні Італія      | Еллісон Шмітт США            | Дана Воллмер США            |
| Шанхай 2011    | Федеріка Пеллегріні Італія      | Кайлі Палмер Австралія       | Камій Мюффа Франція         |
| Барселона 2013 | Міссі Франклін США              | Федеріка Пеллегріні Італія   | Камій Мюффа Франція         |
| Казань 2015    | Кейті Ледекі США                | Федеріка Пеллегріні Італія   | Міссі Франклін США          |
| Будапешт 2017  | Федеріка Пеллегріні Італія      | Кейті Ледекі США             | не вручали                  |
| Будапешт 2017  | Федеріка Пеллегріні Італія      | Емма Маккеон Австралія       | не вручали                  |
| Кванджу 2019   | Федеріка Пеллегріні (4) Італія  | Аріарн Тітмус Австралія      | Сара Шестрем Швеція         |
| Будапешт 2022  | Ян Цзюньсюань КНР               | Моллі О'Каллаган Австралія   | Тан Мухань КНР              |

- Медалі:

| Місце   | Країна     | Золото | Срібло | Бронза | Загалом |
| ------- | ---------- | ------ | ------ | ------ | ------- |
| 1       | США        | 5      | 4      | 3      | 12      |
| 2       | Італія     | 4      | 3      | 1      | 8       |
| 3       | Австралія  | 2      | 4      | 1      | 7       |
| 4       | Франція    | 2      | 0      | 2      | 4       |
| 5       | НДР        | 1      | 4      | 1      | 6       |
| 6       | КНР        | 1      | 2      | 3      | 6       |
| 7       | Німеччина  | 1      | 1      | 0      | 2       |
| 8       | Нідерланди | 1      | 0      | 2      | 3       |
| 9       | Коста-Рика | 1      | 0      | 1      | 2       |
| 10      | Білорусь   | 1      | 0      | 0      | 1       |
| 11      | Словаччина | 0      | 2      | 0      | 2       |
| 12      | Швеція     | 0      | 0      | 2      | 2       |
| 13      | Данія      | 0      | 0      | 1      | 1       |
| 13      | Румунія    | 0      | 0      | 1      | 1       |
| 13      | СРСР       | 0      | 0      | 1      | 1       |
| Загалом | Загалом    | 19     | 20     | 19     | 58      |

### 400 метрів вільним стилем
| Рік            | Золото                     | Срібло                            | Бронза                            |
| -------------- | -------------------------- | --------------------------------- | --------------------------------- |
| Белград 1973   | Гетер Ґрінвуд США          | Кіна Ротгаммер США                | Новелла Каллігаріс Італія         |
| Калі 1975      | Ширлі Бабашофф США         | Дженні Туррелл Австралія          | Кеті Гедді США                    |
| Берлін 1978    | Трейсі Вікгем Австралія    | Сінтія Вудгед США                 | Кім Лінеген США                   |
| Гуаякіль 1982  | Кармела Шмідт НДР          | Петра Шнайдер НДР                 | Тіффані Коен США                  |
| Мадрид 1986    | Гайке Фрідріх НДР          | Астрід Штраус НДР                 | Сара Гардкасл Велика Британія     |
| Перт 1991      | Дженет Еванс США           | Гейлі Льюїс Австралія             | Тіба Судзу Японія                 |
| Рим 1994       | Ян Айхуа КНР               | Крістіна Тойшер США               | Клаудія Полл Коста-Рика           |
| Перт 1998      | Чень Янь КНР               | Брук Беннетт США                  | Даґмар Газе Німеччина             |
| Фукуока 2001   | Яна Клочкова Україна       | Клаудія Полл Коста-Рика           | Ганна Штокбауер Німеччина         |
| Барселона 2003 | Ганна Штокбауер Німеччина  | Ева Рістов Угорщина               | Даяна Мунц США                    |
| Монреаль 2005  | Лор Маноду Франція         | Сібата Ай Японія                  | Кейтлін Макклетчі Велика Британія |
| Мельбурн 2007  | Лор Маноду Франція         | Отилія Єнджейчак Польща           | Сібата Ай Японія                  |
| Рим 2009       | Федеріка Пеллегріні Італія | Джоенн Джексон Велика Британія    | Ребекка Едлінгтон Велика Британія |
| Шанхай 2011    | Федеріка Пеллегріні Італія | Ребекка Едлінгтон Велика Британія | Камій Мюффа Франція               |
| Барселона 2013 | Кейті Ледекі США           | Мелані Коста Іспанія              | Лорен Бойл Нова Зеландія          |
| Казань 2015    | Кейті Ледекі США           | Шарон ван Раувендал Нідерланди    | Джессіка Ешвуд Австралія          |
| Будапешт 2017  | Кейті Ледекі США           | Леа Сміт США                      | Лі Бінцзє КНР                     |
| Кванджу 2019   | Аріарн Тітмус Австралія    | Кейті Ледекі США                  | Леа Сміт США                      |
| Будапешт 2022  | Кейті Ледекі (4) США       | Саммер Макінтош Канада            | Леа Сміт США                      |

- Медалі:

| Місце   | Країна          | Золото | Срібло | Бронза | Загалом |
| ------- | --------------- | ------ | ------ | ------ | ------- |
| 1       | США             | 7      | 6      | 6      | 19      |
| 2       | Австралія       | 2      | 2      | 1      | 5       |
| 3       | НДР             | 2      | 2      | 0      | 4       |
| 4       | КНР             | 2      | 0      | 1      | 3       |
| 4       | Франція         | 2      | 0      | 1      | 3       |
| 4       | Італія          | 2      | 0      | 1      | 3       |
| 7       | Німеччина       | 1      | 0      | 2      | 3       |
| 8       | Україна         | 1      | 0      | 0      | 1       |
| 9       | Велика Британія | 0      | 2      | 3      | 5       |
| 10      | Японія          | 0      | 1      | 2      | 3       |
| 11      | Коста-Рика      | 0      | 1      | 1      | 2       |
| 12      | Канада          | 0      | 1      | 0      | 1       |
| 12      | Угорщина        | 0      | 1      | 0      | 1       |
| 12      | Нідерланди      | 0      | 1      | 0      | 1       |
| 12      | Польща          | 0      | 1      | 0      | 1       |
| 12      | Іспанія         | 0      | 1      | 0      | 1       |
| 17      | Нова Зеландія   | 0      | 0      | 1      | 1       |
| Загалом | Загалом         | 19     | 19     | 19     | 57      |

### 800 метрів вільним стилем
| Рік            | Золото                            | Срібло                         | Бронза                       |
| -------------- | --------------------------------- | ------------------------------ | ---------------------------- |
| Белград 1973   | Новелла Каллігаріс Італія         | Джо Гаршбарґер США             | Ґудрун Веґнер НДР            |
| Калі 1975      | Дженні Туррелл Австралія          | Гетер Ґрінвуд США              | Ширлі Бабашофф США           |
| Берлін 1978    | Трейсі Вікгем Австралія           | Сінтія Вудгед США              | Кім Лінеген США              |
| Гуаякіль 1982  | Кім Лінеген США                   | Джекі Віллмотт Велика Британія | Кармела Шмідт НДР            |
| Мадрид 1986    | Астрід Штраус НДР                 | Katja Hartmann НДР             | Деббі Бабашофф США           |
| Перт 1991      | Дженет Еванс США                  | Ґріт Мюллер Німеччина          | Яна Генке Німеччина          |
| Рим 1994       | Дженет Еванс США                  | Гейлі Льюїс Австралія          | Брук Беннетт США             |
| Перт 1998      | Брук Беннетт США                  | Даяна Мунц США                 | Кірстен Влігейс Нідерланди   |
| Фукуока 2001   | Ганна Штокбауер Німеччина         | Даяна Мунц США                 | Кейтлін Сандено США          |
| Барселона 2003 | Ганна Штокбауер Німеччина         | Даяна Мунц США                 | Ребекка Кук Велика Британія  |
| Монреаль 2005  | Кейт Зіглер США                   | Бріттані Реймер Канада         | Сібата Ай Японія             |
| Мельбурн 2007  | Кейт Зіглер США                   | Лор Маноду Франція             | Гейлі Пірсол США             |
| Рим 2009       | Лотте Фрійс Данія                 | Джоенн Джексон Велика Британія | Алессія Філіппі Італія       |
| Шанхай 2011    | Ребекка Едлінгтон Велика Британія | Лотте Фрійс Данія              | Кейт Зіглер США              |
| Барселона 2013 | Кейті Ледекі США                  | Лотте Фрійс Данія              | Лорен Бойл Нова Зеландія     |
| Казань 2015    | Кейті Ледекі США                  | Лорен Бойл Нова Зеландія       | Язмін Карлін Велика Британія |
| Будапешт 2017  | Кейті Ледекі США                  | Лі Бінцзє КНР                  | Леа Сміт США                 |
| Кванджу 2019   | Кейті Ледекі США                  | Сімона Квадарелла Італія       | Аріарн Тітмус Австралія      |
| Будапешт 2022  | Кейті Ледекі (5) США              | Кіа Мелвертон Австралія        | Сімона Квадарелла Італія     |

- Медалі:

| Місце   | Країна          | Золото | Срібло | Бронза | Загалом |
| ------- | --------------- | ------ | ------ | ------ | ------- |
| 1       | США             | 11     | 6      | 8      | 25      |
| 2       | Австралія       | 2      | 2      | 1      | 5       |
| 3       | Німеччина       | 2      | 1      | 1      | 4       |
| 4       | Велика Британія | 1      | 2      | 2      | 5       |
| 5       | Данія           | 1      | 2      | 0      | 3       |
| 6       | НДР             | 1      | 1      | 2      | 4       |
| 6       | Італія          | 1      | 1      | 2      | 4       |
| 8       | Нова Зеландія   | 0      | 1      | 1      | 2       |
| 9       | Канада          | 0      | 1      | 0      | 1       |
| 9       | КНР             | 0      | 1      | 0      | 1       |
| 9       | Франція         | 0      | 1      | 0      | 1       |
| 12      | Японія          | 0      | 0      | 1      | 1       |
| 12      | Нідерланди      | 0      | 0      | 1      | 1       |
| Загалом | Загалом         | 19     | 19     | 19     | 57      |

### 1500 метрів вільним стилем
| Рік            | Золото                    | Срібло                     | Бронза                      |
| -------------- | ------------------------- | -------------------------- | --------------------------- |
| Фукуока 2001   | Ганна Штокбауер Німеччина | Флавія Рігамонті Швейцарія | Даяна Мунц США              |
| Барселона 2003 | Ганна Штокбауер Німеччина | Гейлі Пірсол США           | Яна Генке Німеччина         |
| Монреаль 2005  | Кейт Зіглер США           | Флавія Рігамонті Швейцарія | Бріттані Реймер Канада      |
| Мельбурн 2007  | Кейт Зіглер США           | Флавія Рігамонті Швейцарія | Сібата Ай Японія            |
| Рим 2009       | Алессія Філіппі Італія    | Лотте Фрійс Данія          | Камелія Аліна Потек Румунія |
| Шанхай 2011    | Лотте Фрійс Данія         | Кейт Зіглер США            | Лі Сюаньсюй КНР             |
| Барселона 2013 | Кейті Ледекі США          | Лотте Фрійс Данія          | Лорен Бойл Нова Зеландія    |
| Казань 2015    | Кейті Ледекі США          | Лорен Бойл Нова Зеландія   | Богларка Капаш Угорщина     |
| Будапешт 2017  | Кейті Ледекі США          | Мірея Бельмонте Іспанія    | Сімона Квадарелла Італія    |
| Кванджу 2019   | Сімона Квадарелла Італія  | Сара Келер Німеччина       | Ван Цзяньцзяхе КНР          |
| Будапешт 2022  | Кейті Ледекі (4) США      | Кейті Ґраймс США           | Лані Паллістер Австралія    |

- Медалі:

| Місце   | Країна        | Золото | Срібло | Бронза | Загалом |
| ------- | ------------- | ------ | ------ | ------ | ------- |
| 1       | США           | 6      | 3      | 1      | 10      |
| 2       | Німеччина     | 2      | 1      | 1      | 4       |
| 3       | Італія        | 2      | 0      | 1      | 3       |
| 4       | Данія         | 1      | 2      | 0      | 3       |
| 5       | Швейцарія     | 0      | 3      | 0      | 3       |
| 6       | Нова Зеландія | 0      | 1      | 1      | 2       |
| 7       | Іспанія       | 0      | 1      | 0      | 1       |
| 8       | КНР           | 0      | 0      | 2      | 2       |
| 9       | Австралія     | 0      | 0      | 1      | 1       |
| 9       | Канада        | 0      | 0      | 1      | 1       |
| 9       | Угорщина      | 0      | 0      | 1      | 1       |
| 9       | Японія        | 0      | 0      | 1      | 1       |
| 9       | Румунія       | 0      | 0      | 1      | 1       |
| Загалом | Загалом       | 11     | 11     | 11     | 33      |

### 50 метрів на спині
| Рік            | Золото                   | Срібло                         | Бронза                         |
| -------------- | ------------------------ | ------------------------------ | ------------------------------ |
| Фукуока 2001   | Гейлі Коуп США           | Антьє Бушшульте Німеччина      | Наталі Коглін США              |
| Барселона 2003 | Ніна Живаневська Іспанія | Ілона Главачкова Чехія         | Інада Норіко Японія            |
| Монреаль 2005  | Джиан Руні Австралія     | Ґао Чан КНР                    | Антьє Бушшульте Німеччина      |
| Мельбурн 2007  | Лейла Вазірі США         | Олександра Герасименя Білорусь | Тайлія Зіммер Австралія        |
| Рим 2009       | Чжао Цзін КНР            | Даніела Самульскі Німеччина    | Ґао Чан КНР                    |
| Шанхай 2011    | Анастасія Зуєва Росія    | Теракава Ая Японія             | Міссі Франклін США             |
| Барселона 2013 | Чжао Цзін (2) КНР        | Фу Юаньхуей КНР                | Теракава Ая Японія             |
| Казань 2015    | Фу Юаньхуей КНР          | Етьєн Медейрос Бразилія        | Лю Сян КНР                     |
| Будапешт 2017  | Етьєн Медейрос Бразилія  | Фу Юаньхуей КНР                | Олександра Герасименя Білорусь |
| Кванджу 2019   | Олівія Смоліга США       | Етьєн Медейрос Бразилія        | Дарія Васькіна Росія           |
| Будапешт 2022  | Кайлі Масс Канада        | Кетрін Беркофф США             | Аналія Пігре Франція           |

- Медалі:

| Місце   | Країна    | Золото | Срібло | Бронза | Загалом |
| ------- | --------- | ------ | ------ | ------ | ------- |
| 1       | КНР       | 3      | 3      | 2      | 8       |
| 2       | США       | 3      | 1      | 2      | 6       |
| 3       | Бразилія  | 1      | 2      | 0      | 3       |
| 4       | Австралія | 1      | 0      | 1      | 2       |
| 4       | Росія     | 1      | 0      | 1      | 2       |
| 6       | Канада    | 1      | 0      | 0      | 1       |
| 6       | Іспанія   | 1      | 0      | 0      | 1       |
| 8       | Німеччина | 0      | 2      | 1      | 3       |
| 9       | Японія    | 0      | 1      | 2      | 3       |
| 10      | Білорусь  | 0      | 1      | 1      | 2       |
| 11      | Чехія     | 0      | 1      | 0      | 1       |
| 12      | Франція   | 0      | 0      | 1      | 1       |
| Загалом | Загалом   | 11     | 11     | 11     | 33      |

### 100 метрів на спині
| Рік            | Золото                          | Срібло                       | Бронза                    |
| -------------- | ------------------------------- | ---------------------------- | ------------------------- |
| Белград 1973   | Ульріке Ріхтер НДР              | Мелісса Белоут США           | Венді Гоґґ Канада         |
| Калі 1975      | Ульріке Ріхтер (2) НДР          | Бірґіт Трайбер НДР           | Ненсі Ґарапік Канада      |
| Берлін 1978    | Лінда Джезек США                | Бірґіт Трайбер НДР           | Шеріл Ґібсон Канада       |
| Гуаякіль 1982  | Крістін Отто НДР                | Іна Клебер НДР               | Сьюзен Волш США           |
| Мадрид 1986    | Бетсі Мітчелл США               | Катрін Ціммерманн НДР        | Наталія Шибаєва СРСР      |
| Перт 1991      | Крістіна Егерсегі Угорщина      | Тюнде Сабо Угорщина          | Джейні Ваґстафф США       |
| Рим 1994       | Хе Цихун КНР                    | Ніна Живаневська Росія       | Барбара Бедфорд США       |
| Перт 1998      | Лія Маурер США                  | Маі Накамура Японія          | Зандра Фелкер Німеччина   |
| Фукуока 2001   | Наталі Коглін США               | Дьяна Мокану Румунія         | Антьє Бушшульте Німеччина |
| Барселона 2003 | Антьє Бушшульте Німеччина       | Луїз Ернстедт Данія          | не вручали                |
| Барселона 2003 | Антьє Бушшульте Німеччина       | Кеті Секстон Велика Британія | не вручали                |
| Монреаль 2005  | Керсті Ковентрі Зімбабве        | Антьє Бушшульте Німеччина    | Наталі Коглін США         |
| Мельбурн 2007  | Наталі Коглін (2) США           | Лор Маноду Франція           | Накамура Рейко Японія     |
| Рим 2009       | Джемма Споффорт Велика Британія | Анастасія Зуєва Росія        | Емілі Сібом Австралія     |
| Шанхай 2011    | Чжао Цзін КНР                   | Анастасія Зуєва Росія        | Наталі Коглін США         |
| Барселона 2013 | Міссі Франклін США              | Емілі Сібом Австралія        | Теракава Ая Японія        |
| Казань 2015    | Емілі Сібом Австралія           | Медісон Вілсон Австралія     | Міе Нільсен Данія         |
| Будапешт 2017  | Кайлі Масс Канада               | Кетлін Бейкер США            | Емілі Сібом Австралія     |
| Кванджу 2019   | Кайлі Масс (2) Канада           | Мінна Атертон Австралія      | Олівія Смоліга США        |
| Будапешт 2022  | Реган Сміт США                  | Кайлі Масс Канада            | Клер Курзан США           |

- Медалі:

| Місце   | Країна          | Золото | Срібло | Бронза | Загалом |
| ------- | --------------- | ------ | ------ | ------ | ------- |
| 1       | США             | 7      | 2      | 7      | 16      |
| 2       | НДР             | 3      | 4      | 0      | 7       |
| 3       | Канада          | 2      | 1      | 3      | 6       |
| 4       | КНР             | 2      | 0      | 0      | 2       |
| 5       | Австралія       | 1      | 3      | 2      | 6       |
| 6       | Німеччина       | 1      | 1      | 2      | 4       |
| 7       | Велика Британія | 1      | 1      | 0      | 2       |
| 7       | Угорщина        | 1      | 1      | 0      | 2       |
| 9       | Зімбабве        | 1      | 0      | 0      | 1       |
| 10      | Росія           | 0      | 3      | 0      | 3       |
| 11      | Японія          | 0      | 1      | 2      | 3       |
| 12      | Данія           | 0      | 1      | 1      | 2       |
| 13      | Франція         | 0      | 1      | 0      | 1       |
| 13      | Румунія         | 0      | 1      | 0      | 1       |
| 15      | СРСР            | 0      | 0      | 1      | 1       |
| Загалом | Загалом         | 19     | 20     | 18     | 57      |

### 200 метрів на спині
| Рік            | Золото                       | Срібло                     | Бронза                         |
| -------------- | ---------------------------- | -------------------------- | ------------------------------ |
| Белград 1973   | Мелісса Белоут США           | Еніт Бріґіта Нідерланди    | Андреа Дьярматі Угорщина       |
| Калі 1975      | Бірґіт Трайбер НДР           | Ненсі Ґарапік Канада       | Ульріке Ріхтер НДР             |
| Берлін 1978    | Лінда Джезек США             | Бірґіт Трайбер НДР         | Шеріл Ґібсон Канада            |
| Гуаякіль 1982  | Корнелія Зірх НДР            | Джорджина Паркс Австралія  | Кармен Буначіу Румунія         |
| Мадрид 1986    | Корнелія Зірх (2) НДР        | Бетсі Мітчелл США          | Катрін Ціммерманн НДР          |
| Перт 1991      | Крістіна Егерсегі Угорщина   | Даґмар Газе Німеччина      | Джейні Ваґстафф США            |
| Рим 1994       | Хе Цихун КНР                 | Крістіна Егерсегі Угорщина | Лоренца Вігарані Італія        |
| Перт 1998      | Роксана Меречиняну Франція   | Даґмар Газе Німеччина      | Маі Накамура Японія            |
| Фукуока 2001   | Дьяна Мокану Румунія         | Станіслава Комарова Росія  | Джоанна Фарґус Велика Британія |
| Барселона 2003 | Кеті Секстон Велика Британія | Маргарет Гользер США       | Станіслава Комарова Росія      |
| Монреаль 2005  | Керсті Ковентрі Зімбабве     | Маргарет Гользер США       | Накамура Рейко Японія          |
| Мельбурн 2007  | Маргарет Гользер США         | Керсті Ковентрі Зімбабве   | Накамура Рейко Японія          |
| Рим 2009       | Керсті Ковентрі (2) Зімбабве | Анастасія Зуєва Росія      | Елізабет Бейсел США            |
| Шанхай 2011    | Міссі Франклін США           | Белінда Гокінг Австралія   | Шарон ван Раувендал Нідерланди |
| Барселона 2013 | Міссі Франклін (2) США       | Белінда Гокінг Австралія   | Гіларі Колдвелл Канада         |
| Казань 2015    | Емілі Сібом Австралія        | Міссі Франклін США         | Катінка Хоссу Угорщина         |
| Будапешт 2017  | Емілі Сібом (2) Австралія    | Катінка Хоссу Угорщина     | Кетлін Бейкер США              |
| Кванджу 2019   | Реган Сміт США               | Кейлі Маккіон Австралія    | Кайлі Масс Канада              |
| Будапешт 2022  | Кейлі Маккіон Австралія      | Фебе Бейкон США            | Раян Вайт США                  |

- Медалі:

| Місце   | Країна          | Золото | Срібло | Бронза | Загалом |
| ------- | --------------- | ------ | ------ | ------ | ------- |
| 1       | США             | 6      | 5      | 4      | 15      |
| 2       | Австралія       | 3      | 4      | 0      | 7       |
| 3       | НДР             | 3      | 1      | 2      | 6       |
| 4       | Зімбабве        | 2      | 1      | 0      | 3       |
| 5       | Угорщина        | 1      | 2      | 2      | 5       |
| 6       | Велика Британія | 1      | 0      | 1      | 2       |
| 6       | Румунія         | 1      | 0      | 1      | 2       |
| 8       | КНР             | 1      | 0      | 0      | 1       |
| 8       | Франція         | 1      | 0      | 0      | 1       |
| 10      | Росія           | 0      | 2      | 1      | 3       |
| 11      | Німеччина       | 0      | 2      | 0      | 2       |
| 12      | Канада          | 0      | 1      | 3      | 4       |
| 13      | Нідерланди      | 0      | 1      | 1      | 2       |
| 14      | Японія          | 0      | 0      | 3      | 3       |
| 15      | Італія          | 0      | 0      | 1      | 1       |
| Загалом | Загалом         | 19     | 19     | 19     | 57      |

### 50 метрів брасом
| Рік            | Золото                    | Срібло                  | Бронза                     |
| -------------- | ------------------------- | ----------------------- | -------------------------- |
| Фукуока 2001   | Ло Сюецзюань КНР          | Крісті Ковал США        | Зої Бейкер Велика Британія |
| Барселона 2003 | Ло Сюецзюань (2) КНР      | Брук Генсон Австралія   | Зої Бейкер Велика Британія |
| Монреаль 2005  | Джейд Едмістоун Австралія | Джессіка Гарді США      | Брук Генсон Австралія      |
| Мельбурн 2007  | Джессіка Гарді США        | Лісель Джонс Австралія  | Тара Кірк США              |
| Рим 2009       | Юлія Єфімова Росія        | Ребекка Соні США        | Сара Катсуліс Австралія    |
| Шанхай 2011    | Джессіка Гарді (2) США    | Юлія Єфімова Росія      | Ребекка Соні США           |
| Барселона 2013 | Юлія Єфімова (2) Росія    | Рута Мейлутіте Литва    | Джессіка Гарді США         |
| Казань 2015    | Дженні Юханссон Швеція    | Алія Аткінсон Ямайка    | Юлія Єфімова Росія         |
| Будапешт 2017  | Ліллі Кінг США            | Юлія Єфімова Росія      | Кеті Мейлі США             |
| Кванджу 2019   | Ліллі Кінг (2) США        | Бенедетта Пілато Італія | Юлія Єфімова Росія         |
| Будапешт 2022  | Рута Мейлутіте Литва      | Бенедетта Пілато Італія | Лара ван Нікерк ПАР        |

- Медалі:

| Місце   | Країна          | Золото | Срібло | Бронза | Загалом |
| ------- | --------------- | ------ | ------ | ------ | ------- |
| 1       | США             | 4      | 3      | 4      | 11      |
| 2       | Росія           | 2      | 2      | 2      | 6       |
| 3       | КНР             | 2      | 0      | 0      | 2       |
| 4       | Австралія       | 1      | 2      | 2      | 5       |
| 5       | Литва           | 1      | 1      | 0      | 2       |
| 6       | Швеція          | 1      | 0      | 0      | 1       |
| 7       | Італія          | 0      | 2      | 0      | 2       |
| 8       | Ямайка          | 0      | 1      | 0      | 1       |
| 9       | Велика Британія | 0      | 0      | 2      | 2       |
| 10      | ПАР             | 0      | 0      | 1      | 1       |
| Загалом | Загалом         | 11     | 11     | 11     | 33      |

### 100 метрів брасом
| Рік            | Золото                     | Срібло                    | Бронза                         |
| -------------- | -------------------------- | ------------------------- | ------------------------------ |
| Белград 1973   | Ренате Фоґель НДР          | Любов Русанова СРСР       | Бріґітте Шухардт НДР           |
| Калі 1975      | Ганнелоре Анке НДР         | Вейда Мазереув Нідерланди | Марсія Морі США                |
| Берлін 1978    | Юлія Богданова СРСР        | Трейсі Колкінс США        | Маргарет Келлі Велика Британія |
| Гуаякіль 1982  | Уте Ґевеніґер НДР          | Енн Оттенбрайт Канада     | не вручали                     |
| Гуаякіль 1982  | Уте Ґевеніґер НДР          | Кім Роденбау США          | не вручали                     |
| Мадрид 1986    | Зільвія Ґераш НДР          | Зільке Гернер НДР         | Таня Богомилова Болгарія       |
| Перт 1991      | Лінлі Фрейм Австралія      | Яна Дерріс Німеччина      | Олена Волкова СРСР             |
| Рим 1994       | Саманта Райлі Австралія    | Дай Ґохун КНР             | Юань Юань КНР                  |
| Перт 1998      | Крісті Ковал США           | Гелен Денмен Австралія    | Лорен ван Остен Канада         |
| Фукуока 2001   | Ло Сюецзюань КНР           | Лісель Джонс Австралія    | Агнеш Ковач Угорщина           |
| Барселона 2003 | Ло Сюецзюань (2) КНР       | Аманда Бірд США           | Лісель Джонс Австралія         |
| Монреаль 2005  | Лісель Джонс Австралія     | Джессіка Гарді США        | Тара Кірк США                  |
| Мельбурн 2007  | Лісель Джонс (2) Австралія | Тара Кірк США             | Анна Хлістунова Україна        |
| Рим 2009       | Ребекка Соні США           | Юлія Єфімова Росія        | Кейсі Карлсон США              |
| Шанхай 2011    | Ребекка Соні (2) США       | Лісель Джонс Австралія    | Цзі Ліпін КНР                  |
| Барселона 2013 | Рута Мейлутіте Литва       | Юлія Єфімова Росія        | Джессіка Гарді США             |
| Казань 2015    | Юлія Єфімова Росія         | Рута Мейлутіте Литва      | Алія Аткінсон Ямайка           |
| Будапешт 2017  | Ліллі Кінг США             | Кеті Мейлі США            | Юлія Єфімова Росія             |
| Кванджу 2019   | Ліллі Кінг (2) США         | Юлія Єфімова Росія        | Мартіна Карраро Італія         |
| Будапешт 2022  | Бенедетта Пілато Італія    | Анна Елендт Німеччина     | Рута Мейлутіте Литва           |

- Медалі:

| Місце   | Країна          | Золото | Срібло | Бронза | Загалом |
| ------- | --------------- | ------ | ------ | ------ | ------- |
| 1       | США             | 5      | 6      | 4      | 15      |
| 2       | Австралія       | 4      | 3      | 1      | 8       |
| 3       | НДР             | 4      | 1      | 1      | 6       |
| 4       | КНР             | 2      | 1      | 2      | 5       |
| 5       | Росія           | 1      | 3      | 1      | 5       |
| 6       | Литва           | 1      | 1      | 1      | 3       |
| 6       | СРСР            | 1      | 1      | 1      | 3       |
| 8       | Італія          | 1      | 0      | 1      | 2       |
| 9       | Німеччина       | 0      | 2      | 0      | 2       |
| 10      | Канада          | 0      | 1      | 1      | 2       |
| 11      | Нідерланди      | 0      | 1      | 0      | 1       |
| 12      | Болгарія        | 0      | 0      | 1      | 1       |
| 12      | Велика Британія | 0      | 0      | 1      | 1       |
| 12      | Угорщина        | 0      | 0      | 1      | 1       |
| 12      | Ямайка          | 0      | 0      | 1      | 1       |
| 12      | Україна         | 0      | 0      | 1      | 1       |
| Загалом | Загалом         | 19     | 20     | 18     | 57      |

### 200 метрів брасом
| Рік            | Золото                  | Срібло                        | Бронза                      |
| -------------- | ----------------------- | ----------------------------- | --------------------------- |
| Белград 1973   | Ренате Фоґель НДР       | Ганнелоре Анке НДР            | Лінн Колелла США            |
| Калі 1975      | Ганнелоре Анке НДР      | Вейда Мазереув Нідерланди     | Карла Лінке НДР             |
| Берлін 1978    | Ліна Качюшите СРСР      | Юлія Богданова СРСР           | Сюзанне Нільссон Данія      |
| Гуаякіль 1982  | Світлана Варганова СРСР | Уте Ґевеніґер НДР             | Енн Оттенбрайт Канада       |
| Мадрид 1986    | Зільке Гернер НДР       | Таня Богомилова Болгарія      | Еллісон Гіґсон Канада       |
| Перт 1991      | Олена Волкова СРСР      | Лінлі Фрейм Австралія         | Яна Дерріс Німеччина        |
| Рим 1994       | Саманта Райлі Австралія | Юань Юань КНР                 | Бріжитт Бекю Бельгія        |
| Перт 1998      | Агнеш Ковач Угорщина    | Крісті Ковал США              | Дженна Стріт США            |
| Фукуока 2001   | Агнеш Ковач Угорщина    | Ці Хуей КНР                   | Ло Сюецзюань КНР            |
| Барселона 2003 | Аманда Бірд США         | Лісель Джонс Австралія        | Ці Хуей КНР                 |
| Монреаль 2005  | Лісель Джонс Австралія  | Анне Полеска Німеччина        | Мірна Юкич Австрія          |
| Мельбурн 2007  | Лісель Джонс Австралія  | Кірсті Балфор Велика Британія | не вручали                  |
| Мельбурн 2007  | Лісель Джонс Австралія  | Меґан Джендрік США            | не вручали                  |
| Рим 2009       | Наджя Хігл Сербія       | Аннамей Пірс Канада           | Мірна Юкич Австрія          |
| Шанхай 2011    | Ребекка Соні США        | Юлія Єфімова Росія            | Марта Маккейб Канада        |
| Барселона 2013 | Юлія Єфімова Росія      | Рікке Меллер Педерсен Данія   | Майка Лоуренс США           |
| Казань 2015    | Ватанабе Канако Японія  | Майка Лоуренс США             | Рікке Меллер Педерсен Данія |
| Казань 2015    | Ватанабе Канако Японія  | Майка Лоуренс США             | Ши Цзінлінь КНР             |
| Казань 2015    | Ватанабе Канако Японія  | Майка Лоуренс США             | Джессіка Валь Іспанія       |
| Будапешт 2017  | Юлія Єфімова Росія      | Бетані Галат США              | Ши Цзінлінь КНР             |
| Кванджу 2019   | Юлія Єфімова (3) Росія  | Татьяна Шенмейкер ПАР         | Сідні Пікрем Канада         |
| Будапешт 2022  | Ліллі Кінг США          | Дженна Страуч Австралія       | Кейт Дуглас США             |

- Медалі:

| Місце   | Країна          | Золото | Срібло | Бронза | Загалом |
| ------- | --------------- | ------ | ------ | ------ | ------- |
| 1       | США             | 3      | 4      | 4      | 11      |
| 2       | Австралія       | 3      | 3      | 0      | 6       |
| 3       | НДР             | 3      | 2      | 1      | 6       |
| 4       | СРСР            | 3      | 1      | 1      | 5       |
| 5       | Росія           | 3      | 1      | 0      | 4       |
| 6       | Угорщина        | 2      | 0      | 0      | 2       |
| 7       | Японія          | 1      | 0      | 0      | 1       |
| 7       | Сербія          | 1      | 0      | 0      | 1       |
| 9       | КНР             | 0      | 2      | 4      | 6       |
| 10      | Канада          | 0      | 1      | 4      | 5       |
| 11      | Данія           | 0      | 1      | 1      | 2       |
| 11      | Німеччина       | 0      | 1      | 1      | 2       |
| 13      | Болгарія        | 0      | 1      | 0      | 1       |
| 13      | Велика Британія | 0      | 1      | 0      | 1       |
| 13      | Нідерланди      | 0      | 1      | 0      | 1       |
| 13      | ПАР             | 0      | 1      | 0      | 1       |
| 17      | Австрія         | 0      | 0      | 2      | 2       |
| 18      | Бельгія         | 0      | 0      | 1      | 1       |
| 18      | Іспанія         | 0      | 0      | 1      | 1       |
| Загалом | Загалом         | 19     | 20     | 20     | 59      |

### 50 метрів батерфляєм
| Рік            | Золото                   | Срібло                         | Бронза                         |
| -------------- | ------------------------ | ------------------------------ | ------------------------------ |
| Фукуока 2001   | Інге де Бройн Нідерланди | Тереза Альсгаммар Швеція       | Анна-Карін Каммерлінг Швеція   |
| Барселона 2003 | Інге де Бройн Нідерланди | Дженні Томпсон США             | Анна-Карін Каммерлінг Швеція   |
| Монреаль 2005  | Данні М'ятке Австралія   | Анна-Карін Каммерлінг Швеція   | Тереза Альсгаммар Швеція       |
| Мельбурн 2007  | Тереза Альсгаммар Швеція | Данні М'ятке Австралія         | Інґе Деккер Нідерланди         |
| Рим 2009       | Марік Гверер Австралія   | Чжоу Яфей КНР                  | Інгвілд Снілдал Норвегія       |
| Шанхай 2011    | Інґе Деккер Нідерланди   | Тереза Альсгаммар Швеція       | Мелані Енік Франція            |
| Барселона 2013 | Джанетт Оттесен Данія    | Лу Ін КНР                      | Раномі Кромовідьойо Нідерланди |
| Казань 2015    | Сара Шестрем Швеція      | Джанетт Оттесен Данія          | Лу Ін КНР                      |
| Будапешт 2017  | Сара Шестрем Швеція      | Раномі Кромовідьойо Нідерланди | Фаріда Осман Єгипет            |
| Кванджу 2019   | Сара Шестрем Швеція      | Раномі Кромовідьойо Нідерланди | Фаріда Осман Єгипет            |
| Будапешт 2022  | Сара Шестрем (4) Швеція  | Мелані Енік Франція            | Чжан Юйфей КНР                 |

- Медалі:

| Місце   | Країна     | Золото | Срібло | Бронза | Загалом |
| ------- | ---------- | ------ | ------ | ------ | ------- |
| 1       | Швеція     | 5      | 3      | 3      | 11      |
| 2       | Нідерланди | 3      | 2      | 2      | 7       |
| 3       | Австралія  | 2      | 1      | 0      | 3       |
| 4       | Данія      | 1      | 1      | 0      | 2       |
| 5       | КНР        | 0      | 2      | 2      | 4       |
| 6       | Франція    | 0      | 1      | 1      | 2       |
| 7       | США        | 0      | 1      | 0      | 1       |
| 8       | Єгипет     | 0      | 0      | 2      | 2       |
| 9       | Норвегія   | 0      | 0      | 1      | 1       |
| Загалом | Загалом    | 11     | 11     | 11     | 33      |

### 100 метрів батерфляєм
| Рік            | Золото                   | Срібло                   | Бронза                       |
| -------------- | ------------------------ | ------------------------ | ---------------------------- |
| Белград 1973   | Корнелія Ендер НДР       | Роземаріе Котер НДР      | Аокі Маюмі Японія            |
| Калі 1975      | Корнелія Ендер НДР       | Роземаріе Котер НДР      | Камілл Райт США              |
| Берлін 1978    | Джоан Пеннінґтон США     | Андрея Поллак НДР        | Венді Кверк Канада           |
| Гуаякіль 1982  | Мері Т. Мігер США        | Інес Ґайслер НДР         | Мелані Баддемеєр США         |
| Мадрид 1986    | Корнелія Ґреслер НДР     | Крістін Отто НДР         | Мері Т. Мігер США            |
| Перт 1991      | Цянь Хун КНР             | Ван Сяохун КНР           | Катрін Плевінскі Франція     |
| Рим 1994       | Лю Лімінь КНР            | Цюй Юнь КНР              | Сьюзен О'Нілл Австралія      |
| Перт 1998      | Дженні Томпсон США       | Аояма Аярі Японія        | Петрія Томас Австралія       |
| Фукуока 2001   | Петрія Томас Австралія   | Отилія Єнджейчак Польща  | Дзюнко Онісі Японія          |
| Барселона 2003 | Дженні Томпсон США       | Отилія Єнджейчак Польща  | Мартіна Моравцова Словаччина |
| Монреаль 2005  | Джесс Скіппер Австралія  | Ліббі Тріккетт Австралія | Отилія Єнджейчак Польща      |
| Мельбурн 2007  | Ліббі Тріккетт Австралія | Джесс Скіппер Австралія  | Наталі Коглін США            |
| Рим 2009       | Сара Шестрем Швеція      | Джесс Скіппер Австралія  | Цзяо Люян КНР                |
| Шанхай 2011    | Дана Воллмер США         | Алісія Кауттс Австралія  | Лу Ін КНР                    |
| Барселона 2013 | Сара Шестрем Швеція      | Алісія Кауттс Австралія  | Дана Воллмер США             |
| Казань 2015    | Сара Шестрем Швеція      | Джанетт Оттесен Данія    | Лу Ін КНР                    |
| Будапешт 2017  | Сара Шестрем (4) Швеція  | Емма Маккеон Австралія   | Келсі Воррелл США            |
| Кванджу 2019   | Меґґі Мак-Ніл Канада     | Сара Шестрем Швеція      | Емма Маккеон Австралія       |
| Будапешт 2022  | Торрі Гаск США           | Марі Ваттель Франція     | Чжан Юйфей КНР               |

- Медалі:

| Місце   | Країна     | Золото | Срібло | Бронза | Загалом |
| ------- | ---------- | ------ | ------ | ------ | ------- |
| 1       | США        | 6      | 0      | 6      | 12      |
| 2       | Швеція     | 4      | 1      | 0      | 5       |
| 3       | Австралія  | 3      | 6      | 3      | 12      |
| 4       | НДР        | 3      | 5      | 0      | 8       |
| 5       | КНР        | 2      | 2      | 4      | 8       |
| 6       | Канада     | 1      | 0      | 1      | 2       |
| 7       | Польща     | 0      | 2      | 1      | 3       |
| 8       | Японія     | 0      | 1      | 2      | 3       |
| 9       | Франція    | 0      | 1      | 1      | 2       |
| 10      | Данія      | 0      | 1      | 0      | 1       |
| 11      | Словаччина | 0      | 0      | 1      | 1       |
| Загалом | Загалом    | 19     | 19     | 19     | 57      |

### 200 метрів батерфляєм
| Рік            | Золото                      | Срібло                      | Бронза                  |
| -------------- | --------------------------- | --------------------------- | ----------------------- |
| Белград 1973   | Роземаріе Котер НДР         | Росвіта Баєр НДР            | Лінн Колелла США        |
| Калі 1975      | Роземаріе Котер (2) НДР     | Валері Лі США               | Gabrielle Wuschek НДР   |
| Берлін 1978    | Трейсі Колкінс США          | Ненсі Гоґсгед-Макар США     | Андрея Поллак НДР       |
| Гуаякіль 1982  | Інес Ґайслер НДР            | Мері Т. Мігер США           | Гайке Дене НДР          |
| Мадрид 1986    | Мері Т. Мігер США           | Корнелія Ґреслер НДР        | Бірте Вайґанґ НДР       |
| Перт 1991      | Саммер Сендерс США          | Сіто Ріе Японія             | Гейлі Льюїс Австралія   |
| Рим 1994       | Лю Лімінь КНР               | Цюй Юнь КНР                 | Сьюзен О'Нілл Австралія |
| Перт 1998      | Сьюзен О'Нілл Австралія     | Петрія Томас Австралія      | Місті Гаймен США        |
| Фукуока 2001   | Петрія Томас Австралія      | Анніка Мельгорн Німеччина   | Кейтлін Сандено США     |
| Барселона 2003 | Отилія Єнджейчак Польща     | Ева Рістов Угорщина         | Наканісі Юко Японія     |
| Монреаль 2005  | Отилія Єнджейчак (2) Польща | Джесс Скіппер Австралія     | Наканісі Юко Японія     |
| Мельбурн 2007  | Джесс Скіппер Австралія     | Кім Ванденберґ США          | Отилія Єнджейчак Польща |
| Рим 2009       | Джесс Скіппер (2) Австралія | Лю Цзиге КНР                | Катінка Хоссу Угорщина  |
| Шанхай 2011    | Цзяо Люян КНР               | Еллен Ганді Велика Британія | Лю Цзиге КНР            |
| Барселона 2013 | Лю Цзиге КНР                | Мірея Бельмонте Іспанія     | Катінка Хоссу Угорщина  |
| Казань 2015    | Хосі Нацумі Японія          | Каміль Адамс США            | Чжан Юйфей КНР          |
| Будапешт 2017  | Мірея Бельмонте Іспанія     | Франциска Хентке Німеччина  | Катінка Хоссу Угорщина  |
| Кванджу 2019   | Богларка Капаш Угорщина     | Галі Флікінджер США         | Кеті Дребот США         |
| Будапешт 2022  | Саммер Макінтош Канада      | Галі Флікінджер США         | Чжан Юйфей КНР          |

- Медалі:

| Місце   | Країна          | Золото | Срібло | Бронза | Загалом |
| ------- | --------------- | ------ | ------ | ------ | ------- |
| 1       | Австралія       | 4      | 2      | 2      | 8       |
| 2       | США             | 3      | 7      | 4      | 14      |
| 3       | НДР             | 3      | 2      | 4      | 9       |
| 4       | КНР             | 3      | 2      | 3      | 8       |
| 5       | Польща          | 2      | 0      | 1      | 3       |
| 6       | Угорщина        | 1      | 1      | 3      | 5       |
| 7       | Японія          | 1      | 1      | 2      | 4       |
| 8       | Іспанія         | 1      | 1      | 0      | 2       |
| 9       | Канада          | 1      | 0      | 0      | 1       |
| 10      | Німеччина       | 0      | 2      | 0      | 2       |
| 11      | Велика Британія | 0      | 1      | 0      | 1       |
| Загалом | Загалом         | 19     | 19     | 19     | 57      |

### 200 метрів комплексом
| Рік            | Золото                     | Срібло                         | Бронза                              |
| -------------- | -------------------------- | ------------------------------ | ----------------------------------- |
| Белград 1973   | Андреа Гюбнер НДР          | Корнелія Ендер НДР             | Кеті Гедді США                      |
| Калі 1975      | Кеті Гедді США             | Ульріке Таубер НДР             | Анґела Франке НДР                   |
| Берлін 1978    | Трейсі Колкінс США         | Джоан Пеннінґтон США           | Ульріке Таубер НДР                  |
| Гуаякіль 1982  | Петра Шнайдер НДР          | Уте Ґевеніґер НДР              | Трейсі Колкінс США                  |
| Мадрид 1986    | Крістін Отто НДР           | Дендеберова Олена Юріївна СРСР | Катлін Норд НДР                     |
| Перт 1991      | Лінь Лі КНР                | Саммер Сендерс США             | Даніела Гунґер Німеччина            |
| Рим 1994       | Люй Бінь КНР               | Еллісон Ваґнер США             | Еллі Овертон Австралія              |
| Перт 1998      | У Яньянь КНР               | Чень Янь КНР                   | Мартіна Моравцова Словаччина        |
| Фукуока 2001   | Меґґі Бовен США            | Яна Клочкова Україна           | Ці Хуей КНР                         |
| Барселона 2003 | Яна Клочкова Україна       | Еліс Міллс Австралія           | Чжоу Яфей КНР                       |
| Монреаль 2005  | Кейті Гофф США             | Керсті Ковентрі Зімбабве       | Лара Керролл Австралія              |
| Мельбурн 2007  | Кейті Гофф США             | Керсті Ковентрі Зімбабве       | Стефані Райс Австралія              |
| Рим 2009       | Аріана Кукорс США          | Стефані Райс Австралія         | Катінка Хоссу Угорщина              |
| Шанхай 2011    | Є Шивень КНР               | Алісія Кауттс Австралія        | Аріана Кукорс США                   |
| Барселона 2013 | Катінка Хоссу Угорщина     | Алісія Кауттс Австралія        | Мірея Бельмонте Іспанія             |
| Казань 2015    | Катінка Хоссу Угорщина     | Ватанабе Канако Японія         | Шівон-Марі О'Коннор Велика Британія |
| Будапешт 2017  | Катінка Хоссу Угорщина     | Охасі Юї Японія                | Мадісін Кокс США                    |
| Кванджу 2019   | Катінка Хоссу (4) Угорщина | Є Шивень КНР                   | Сідні Пікрем Канада                 |
| Будапешт 2022  | Александра Волш США        | Кейлі Маккіон Австралія        | Леа Геєс США                        |

- Медалі:

| Місце   | Країна          | Золото | Срібло | Бронза | Загалом |
| ------- | --------------- | ------ | ------ | ------ | ------- |
| 1       | США             | 7      | 3      | 5      | 15      |
| 2       | КНР             | 4      | 2      | 2      | 8       |
| 3       | Угорщина        | 4      | 0      | 1      | 5       |
| 4       | НДР             | 3      | 3      | 3      | 9       |
| 5       | Україна         | 1      | 1      | 0      | 2       |
| 6       | Австралія       | 0      | 5      | 3      | 8       |
| 7       | Японія          | 0      | 2      | 0      | 2       |
| 7       | Зімбабве        | 0      | 2      | 0      | 2       |
| 9       | СРСР            | 0      | 1      | 0      | 1       |
| 10      | Канада          | 0      | 0      | 1      | 1       |
| 10      | Німеччина       | 0      | 0      | 1      | 1       |
| 10      | Велика Британія | 0      | 0      | 1      | 1       |
| 10      | Словаччина      | 0      | 0      | 1      | 1       |
| 10      | Іспанія         | 0      | 0      | 1      | 1       |
| Загалом | Загалом         | 19     | 19     | 19     | 57      |

### 400 метрів комплексом
| Рік            | Золото                     | Срібло                      | Бронза                    |
| -------------- | -------------------------- | --------------------------- | ------------------------- |
| Белград 1973   | Ґудрун Веґнер НДР          | Анґела Франке НДР           | Новелла Каллігаріс Італія |
| Калі 1975      | Ульріке Таубер НДР         | Карла Лінке НДР             | Кеті Гедді США            |
| Берлін 1978    | Трейсі Колкінс США         | Ульріке Таубер НДР          | Петра Шнайдер НДР         |
| Гуаякіль 1982  | Петра Шнайдер НДР          | Катлін Норд НДР             | Трейсі Колкінс США        |
| Мадрид 1986    | Катлін Норд НДР            | Мішелл Ґріґлайон США        | Ноемі Лунг Румунія        |
| Перт 1991      | Лінь Лі КНР                | Гейлі Льюїс Австралія       | Саммер Сендерс США        |
| Рим 1994       | Дай Ґохун КНР              | Еллісон Ваґнер США          | Крістін Куанс США         |
| Перт 1998      | Чень Янь КНР               | Яна Клочкова Україна        | Тадзіма Ясуко Японія      |
| Фукуока 2001   | Яна Клочкова Україна       | Меґґі Бовен США             | Бятріче Кишлару Румунія   |
| Барселона 2003 | Яна Клочкова Україна       | Ева Рістов Угорщина         | Бятріче Кишлару Румунія   |
| Монреаль 2005  | Кейті Гофф США             | Керсті Ковентрі Зімбабве    | Кейтлін Сандено США       |
| Мельбурн 2007  | Кейті Гофф США             | Яна Мартинова Росія         | Стефані Райс Австралія    |
| Рим 2009       | Катінка Хоссу Угорщина     | Керсті Ковентрі Зімбабве    | Стефані Райс Австралія    |
| Шанхай 2011    | Елізабет Бейсел США        | Ганна Майлі Велика Британія | Стефані Райс Австралія    |
| Барселона 2013 | Катінка Хоссу Угорщина     | Мірея Бельмонте Іспанія     | Елізабет Бейсел США       |
| Казань 2015    | Катінка Хоссу Угорщина     | Майя Дірадо США             | Емілі Оверголт Канада     |
| Будапешт 2017  | Катінка Хоссу Угорщина     | Мірея Бельмонте Іспанія     | Сідні Пікрем Канада       |
| Кванджу 2019   | Катінка Хоссу (5) Угорщина | Є Шивень КНР                | Охасі Юї Японія           |
| Будапешт 2022  | Саммер Макінтош Канада     | Кейті Ґраймс США            | Емма Веянт США            |

- Медалі:

| Місце   | Країна          | Золото | Срібло | Бронза | Загалом |
| ------- | --------------- | ------ | ------ | ------ | ------- |
| 1       | Угорщина        | 5      | 1      | 0      | 6       |
| 2       | США             | 4      | 5      | 7      | 16      |
| 3       | НДР             | 4      | 4      | 1      | 9       |
| 4       | КНР             | 3      | 1      | 0      | 4       |
| 5       | Україна         | 2      | 1      | 0      | 3       |
| 6       | Канада          | 1      | 0      | 2      | 3       |
| 7       | Іспанія         | 0      | 2      | 0      | 2       |
| 7       | Зімбабве        | 0      | 2      | 0      | 2       |
| 9       | Австралія       | 0      | 1      | 3      | 4       |
| 10      | Велика Британія | 0      | 1      | 0      | 1       |
| 10      | Росія           | 0      | 1      | 0      | 1       |
| 12      | Румунія         | 0      | 0      | 3      | 3       |
| 13      | Японія          | 0      | 0      | 2      | 2       |
| 14      | Італія          | 0      | 0      | 1      | 1       |
| Загалом | Загалом         | 19     | 19     | 19     | 57      |

### Естафета 4×100 метрів вільним стилем
| Рік            | Золото | Срібло | Бронза |
| -------------- | --- | --- | --- |
| Белград 1973   | НДР (GDR) Корнелія Ендер Андреа Айфе Андреа Гюбнер Сільвія Айхнер                                                        | США (USA) Кім Пейтон Кеті Гедді Гетер Ґрінвуд Ширлі Бабашофф                                                              | ФРН (FRG) Ютта Вебер Гайдемарі Райнек Gudrun Beckman Анґела Штайнбах                                         |
| Калі 1975      | НДР (GDR) Корнелія Ендер Барбара Краузе Клаудія Гемпель Уте Брюкнер                                                      | США (USA) Кеті Гедді Керен Рісер Kelly Rowell Ширлі Бабашофф                                                              | Канада (CAN) Ґейл Амандруд Ann Jardin Бекі Сміт Jill Quick                                                   |
| Берлін 1978    | США (USA) Трейсі Колкінс Стефані Елкінс Джилл Стеркел Сінтія Вудгед                                                      | НДР (GDR) Гайке Вітт Карен Мещук Барбара Краузе Петра Прімер                                                              | Канада (CAN) Ґейл Амандруд Ненсі Ґарапік Сьюзен Слоун Венді Кверк                                            |
| Гуаякіль 1982  | НДР (GDR) Бірґіт Майнеке Зузанне Лінк Крістін Отто Карен Мещук Катлін Норд*                                              | США (USA) Сьюзен Габерніґґ Кеті Трейбл Elisabeth Washut Джилл Стеркел Трейсі Колкінс* Julie Williams* Marybeth Linzmeier* | Нідерланди (NED) Аннемарі Верстаппен Аннеліс Маас Вільма ван Вельсен Конні ван Бентум Десі Реєрс*            |
| Мадрид 1986    | НДР (GDR) Крістін Отто Мануела Штельмах Забіна Шульце Гайке Фрідріх Надя Берґкнехт* Karen König* Корнелія Ґреслер*       | США (USA) Дженна Джонсон Дара Торрес Мері Т. Мігер Бетсі Мітчелл Мері Вейт* Aimee Berzins* Лора Вокер*                    | Нідерланди (NED) Конні ван Бентум Лаура Лейдерітц Карін Брінессе Аннемарі Верстаппен                         |
| Перт 1991      | США (USA) Нікол Гейслетт Джулі Купер Вітні Геджпет Дженні Томпсон Ешлі Теппін* Lynn Kohl*                                | Німеччина (GER) Зімоне Озіґус Керстін Кільґас Карін Зайк Мануела Штельмах Даніела Гунґер* Катрін Майснер*                 | Нідерланди (NED) Маріанне Мейс Інге де Бройн Мілдред Мейс Карін Брінессе Манон Массерс* Діана ван дер Платс* |
| Рим 1994       | КНР (CHN) Ле Цзін'ї Шань Їн Ле Їн Люй Бінь                                                                               | США (USA) Анджел Мартіно Емі Ван Дікен Нікол Гейслетт Дженні Томпсон Ліндсі Фарелла* Ешлі Теппін*                         | Німеччина (GER) Францишка ван Альмсік Катрін Майснер Керстін Кільґас Даніела Гунґер Анке Шольц* Anja Kleber* |
| Перт 1998      | США (USA) Lindsay Farella Емі Ван Дікен Барбара Бедфорд Дженні Томпсон Мелані Валеріо* Кетрін Фокс*                      | Німеччина (GER) Зандра Фелкер Зімоне Озіґус Францишка ван Альмсік Катрін Майснер Сільвія Шалаї* Антьє Бушшульте*          | Австралія (AUS) Сара Раян Ребекка Кріді Сьюзі О'Нілл Енджела Кеннеді Kate Godfrey*                           |
| Фукуока 2001   | Німеччина (GER) Петра Даллманн Антьє Бушшульте Катрін Майснер Зандра Фелкер Майке Фрайтаґ*                               | Велика Британія (GBR) Елісон Шеппард Мелані Маршалл Розалінд Бресс Карен Пікерінґ                                         | не вручали                                                                                                   |
| Фукуока 2001   | Німеччина (GER) Петра Даллманн Антьє Бушшульте Катрін Майснер Зандра Фелкер Майке Фрайтаґ*                               | США (USA) Коллін Лейнн Ерін Фенікс Маріца Коррея Кортні Шилі Stefanie Williams* Tammie Stone*                             | не вручали                                                                                                   |
| Барселона 2003 | США (USA) Наталі Коглін Ліндсі Бенко Рі Джеффрі Дженні Томпсон (3) Маріца Коррея* Gabrielle Rose*                        | Німеччина (GER) Петра Даллманн Катрін Майснер Антьє Бушшульте Зандра Фелкер Alessa Ries* Даніела Ґец*                     | Австралія (AUS) Ліббі Лентон Елка Ґрем Джоді Генрі Еліс Міллс Софі Едінґтон*                                 |
| Монреаль 2005  | Австралія (AUS) Джоді Генрі Еліс Міллс Шейн Різ Ліббі Тріккетт Софі Едінґтон*                                            | Німеччина (GER) Петра Даллманн Антьє Бушшульте Анніка Лурц Даніела Ґец Майке Фрайтаґ*                                     | США (USA) Наталі Коглін Кара Лінн Джойс Лейсі Наймаєр Аманда Вейр Мері Десенза* Емілі Сілвер*                |
| Мельбурн 2007  | Австралія (AUS) Ліббі Тріккетт Мелані Скленджер Шейн Різ Джоді Генрі Саллі Фостер* Данні М'ятке*                         | США (USA) Наталі Коглін Лейсі Наймаєр Аманда Вейр Кара Лінн Джойс Дана Воллмер*                                           | Нідерланди (NED) Інґе Деккер Раномі Кромовідьойо Фемке Гемскерк Марлен Велдгойс Шанталь Ґрот*                |
| Рим 2009       | Нідерланди (NED) Інґе Деккер Раномі Кромовідьойо Фемке Гемскерк Марлен Велдгойс Гінкелін Схредер*                        | Німеччина (GER) Брітта Штеффен Даніела Самульскі Петра Даллманн Даніела Шрайбер                                           | Австралія (AUS) Ліббі Тріккетт Марік Гверер Шейн Різ Фелісіті Гелвес Саллі Фостер* Міген Ней*                |
| Шанхай 2011    | Нідерланди (NED) Інґе Деккер Раномі Кромовідьойо Марлен Велдгойс Фемке Гемскерк Мод ван дер Мер*                         | США (USA) Наталі Коглін Міссі Франклін Джессіка Гарді Дана Воллмер Аманда Вейр* Кара Лінн Джойс*                          | Німеччина (GER) Брітта Штеффен Зільке Ліппок Ліза Фіттінг Даніела Шрайбер                                    |
| Барселона 2013 | США (USA) Міссі Франклін Наталі Коглін Шеннон Вріленд Меґан Романо Сімоне Мануель* Elizabeth Pelton*                     | Австралія (AUS) Кейт Кемпбелл Бронте Кемпбелл Емма Маккеон Алісія Кауттс Бріттані Елмслі* Емілі Сібом*                    | Нідерланди (NED) Еліс Боувенс Фемке Гемскерк Інґе Деккер Раномі Кромовідьойо Esmee Vermeulen*                |
| Казань 2015    | Австралія (AUS) Емілі Сібом Емма Маккеон Бронте Кемпбелл Кейт Кемпбелл Медісон Вілсон* Мелані Скленджер* Бронті Берретт* | Нідерланди (NED) Раномі Кромовідьойо Мод ван дер Мер Марріт Стінберген Фемке Гемскерк                                     | США (USA) Міссі Франклін Марго Гір Лія Ніл Сімоне Мануель Шеннон Вріленд* Еббі Вейтцейл*                     |
| Будапешт 2017  | США (USA) Меллорі Комерфорд Келсі Воррелл Кейті Ледекі Сімоне Мануель Лія Ніл* Олівія Смоліга*                           | Австралія (AUS) Шейна Джек Бронте Кемпбелл Бріттані Елмслі Емма Маккеон Емілі Сібом* Медісон Вілсон*                      | Нідерланди (NED) Кім Буш Фемке Гемскерк Мод ван дер Мер Раномі Кромовідьойо                                  |
| Кванджу 2019   | Австралія (AUS) Бронте Кемпбелл Бріанна Тросселл Емма Маккеон Кейт Кемпбелл Медісон Вілсон*                              | США (USA) Меллорі Комерфорд Еббі Вейтцейл Келсі Воррелл Сімоне Мануель Еллісон Шмітт* Марго Гір* Лія Ніл*                 | Канада (CAN) Кайла Санчес Тейлор Рак Пенні Олексяк Меґґі Мак-Ніл Ребекка Сміт*                               |
| Будапешт 2022  | Австралія (AUS) Моллі О'Каллаган Медісон Вілсон Меґ Гарріс Шейна Джек Ліа Ніл* Бріанна Тросселл*                         | Канада (CAN) Кайла Санчес Тейлор Рак Меґґі Мак-Ніл Пенні Олексяк Ребекка Сміт* Кетрін Савард*                             | США (USA) Торрі Гаск Еріка Браун Кейт Дуглас Клер Курзан Меллорі Комерфорд* Наталі Гіндс*                    |

* Плавчині, що взяли участь лише в попередніх запливах.
- Медалі:

| Місце   | Країна          | Золото | Срібло | Бронза | Загалом |
| ------- | --------------- | ------ | ------ | ------ | ------- |
| 1       | США             | 6      | 9      | 3      | 18      |
| 2       | Австралія       | 5      | 2      | 3      | 10      |
| 3       | НДР             | 4      | 1      | 0      | 5       |
| 4       | Нідерланди      | 2      | 1      | 6      | 9       |
| 5       | Німеччина       | 1      | 5      | 2      | 8       |
| 6       | КНР             | 1      | 0      | 0      | 1       |
| 7       | Канада          | 0      | 1      | 3      | 4       |
| 8       | Велика Британія | 0      | 1      | 0      | 1       |
| 9       | ФРН             | 0      | 0      | 1      | 1       |
| Загалом | Загалом         | 19     | 20     | 18     | 57      |

### Естафета 4×200 метрів вільним стилем
| Рік            | Золото | Срібло | Бронза |
| -------------- | --- | --- | --- |
| Мадрид 1986    | НДР (GDR) Мануела Штельмах Астрід Штраус Надя Берґкнехт Гайке Фрідріх Karen König* Katja Hartmann*             | США (USA) Бетсі Мітчелл Мері Т. Мігер Kimberley Brown Мері Вейт Лора Вокер* Деббі Бабашофф* Julianne Brossman*         | Нідерланди (NED) Аннемарі Верстаппен Йоланде ван дер Мер Мілдред Мейс Конні ван Бентум                           |
| Перт 1991      | Німеччина (GER) Керстін Кільґас Мануела Штельмах Даґмар Газе Штефані Ортвіґ Свеня Шліхт* Катрін Майснер*       | Нідерланди (NED) Маріанне Мейс Манон Массерс Мілдред Мейс Карін Брінессе Діана ван дер Платс*                          | Данія (DEN) Gitta Jenssen Беріт Пуґґаард Аннетте Поульсен Метте Якобсен                                          |
| Рим 1994       | КНР (CHN) Ле Їн Ян Айхуа Zhou Guanbin Люй Бінь Шань Їн*                                                        | Німеччина (GER) Керстін Кільґас Францишка ван Альмсік Юлія Юнґ Даґмар Газе Anja Kleber* Jutta Renner*                  | США (USA) Крістіна Тойшер Дженні Томпсон Дженет Еванс Нікол Гейслетт Dady Vincent* Ешлі Теппін*                  |
| Перт 1998      | Німеччина (GER) Францишка ван Альмсік Даґмар Газе Сільвія Шалаї Керстін Кільґас Яніна Ґец* Антьє Бушшульте*    | США (USA) Крістіна Тойшер Ліндсі Бенко Брук Беннетт Дженні Томпсон Ешлі Вітні* Тріна Джексон*                          | Австралія (AUS) Джулія Ґревілл Анна Віндзор Сьюзі О'Нілл Петрія Томас Емма Джонсон*                              |
| Фукуока 2001   | Велика Британія (GBR) Нікола Джексон Джанін Белтон Карен Леґґ Карен Пікерінґ                                   | Німеччина (GER) Сільвія Шалаї Зара Гарстік Ганна Штокбауер Майке Фрайтаґ Alessa Ries*                                  | Японія (JPN) Макі Міта Хаґівара Томоко Наґаї Томоко Яманої Ері                                                   |
| Барселона 2003 | США (USA) Ліндсі Бенко Рейчел Комісарз Рі Джеффрі Даяна Мунц Маргарет Гользер* Gabrielle Rose*                 | Австралія (AUS) Елка Ґрем Лінда Маккензі Kirsten Thompson Еліс Міллс Melanie Houghton* Heidi Crawford* Джиан Руні*     | КНР (CHN) Чжоу Яфей Сюй Яньвей Пан Цзяїн Ян Юй                                                                   |
| Монреаль 2005  | США (USA) Наталі Коглін Кейті Гофф Вітні Маєрс Кейтлін Сандено Мері Десенза* Керолайн Беркл* Рейчел Комісарз*  | Австралія (AUS) Ліббі Тріккетт Шейн Різ Бронті Берретт Лінда Маккензі Melissa Mitchell* Лара Дейвенпорт*               | КНР (CHN) Чжу Інвень Пан Цзяїн Чжоу Яфей Ян Юй Тан Цзінчжи*                                                      |
| Мельбурн 2007  | США (USA) Наталі Коглін Дана Воллмер Лейсі Наймаєр Кейті Гофф Кара Лінн Джойс* Маргарет Гользер* Аманда Вейр*  | Німеччина (GER) Майке Фрайтаґ Брітта Штеффен Петра Даллманн Анніка Лурц Даніела Самульскі*                             | Франція (FRA) Алена Попшанка Софі Юбер Орор Монжель Лор Маноду Селін Кудер*                                      |
| Рим 2009       | КНР (CHN) Ян Юй Чжу Цяньвей Лю Цзін Пан Цзяїн                                                                  | США (USA) Дана Воллмер Лейсі Наймаєр Аріана Кукорс Еллісон Шмітт Даґні Кнутсон* Алісса Андерсон*                       | Велика Британія (GBR) Джоенн Джексон Язмін Карлін Кейтлін Макклетчі Ребекка Едлінгтон Ганна Майлі*               |
| Шанхай 2011    | США (USA) Міссі Франклін Даґні Кнутсон Кейті Гофф Еллісон Шмітт Jasmine Tosky*                                 | Австралія (AUS) Бронті Берретт Блер Еванс Енджі Бейнбрідж Кайлі Палмер Джейд Нілсен*                                   | КНР (CHN) Чень Цянь Пан Цзяїн Лю Цзін Тан І Чжу Цяньвей*                                                         |
| Барселона 2013 | США (USA) Кейті Ледекі Шеннон Вріленд Карлі Біспо Міссі Франклін Челсі Шено* Майя Дірадо* Jordan Mattern*      | Австралія (AUS) Бронті Берретт Кайлі Палмер Бріттані Елмслі Алісія Кауттс Емма Маккеон* Ami Matsuo*                    | Франція (FRA) Камій Мюффа Шарлотт Бонне Мілен Лазар Коралі Балмі Isabelle Mabboux*                               |
| Казань 2015    | США (USA) Міссі Франклін Леа Сміт Кейті Маклафлін Кейті Ледекі Сьєрра Рунге* Челсі Шено* Шеннон Вріленд*       | Італія (ITA) Аліса Міццау Еріка Муссо К'яра Мазіні-Луккетті Федеріка Пеллегріні                                        | КНР (CHN) Цю Юйхань Ґо Дзюньдзюнь Чжан Юйфей Шень Дуо Шао Ївень* Чжан Юйхань*                                    |
| Будапешт 2017  | США (USA) Леа Сміт Меллорі Комерфорд Мелані Маргаліс Кейті Ледекі Сьєрра Рунге* Галі Флікінджер* Мадісін Кокс* | КНР (CHN) Ай Яньхань Liu Zixuan Чжан Юйхань Лі Бінцзє Ван Цзінчжо* Шень Дуо*                                           | Австралія (AUS) Медісон Вілсон Емма Маккеон Котуку Нгаваті Аріарн Тітмус Шейна Джек* Ліа Ніл*                    |
| Кванджу 2019   | Австралія (AUS) Аріарн Тітмус Медісон Вілсон Бріанна Тросселл Емма Маккеон Ліа Ніл* Кіа Мелвертон*             | США (USA) Сімоне Мануель Кейті Ледекі Мелані Маргаліс Кейті Маклафлін Еллісон Шмітт* Ґеббі Делуф* Леа Сміт*            | Канада (CAN) Кайла Санчес Тейлор Рак Емілі Оверголт Пенні Олексяк Ребекка Сміт* Емма О'Кройнін*                  |
| Будапешт 2022  | США (USA) Клер Вайнстайн Леа Сміт Кейті Ледекі (4) Белла Сімс Александра Волш* Галі Флікінджер*                | Австралія (AUS) Медісон Вілсон Ліа Ніл Кіа Мелвертон Моллі О'Каллаган Лані Паллістер* Бріанна Тросселл* Кіа Мелвертон* | Канада (CAN) Саммер Макінтош Кайла Санчес Тейлор Рак Пенні Олексяк Мері-Софі Гарві* Кетрін Савард* Ребекка Сміт* |

* Плавчині, що взяли участь лише в попередніх запливах.
- Медалі:

| Місце   | Країна          | Золото | Срібло | Бронза | Загалом |
| ------- | --------------- | ------ | ------ | ------ | ------- |
| 1       | США             | 8      | 4      | 1      | 13      |
| 2       | Німеччина       | 2      | 3      | 0      | 5       |
| 3       | КНР             | 2      | 1      | 4      | 7       |
| 4       | Австралія       | 1      | 5      | 2      | 8       |
| 5       | Велика Британія | 1      | 0      | 1      | 2       |
| 6       | НДР             | 1      | 0      | 0      | 1       |
| 7       | Нідерланди      | 0      | 1      | 1      | 2       |
| 8       | Італія          | 0      | 1      | 0      | 1       |
| 9       | Канада          | 0      | 0      | 2      | 2       |
| 9       | Франція         | 0      | 0      | 2      | 2       |
| 11      | Данія           | 0      | 0      | 1      | 1       |
| 11      | Японія          | 0      | 0      | 1      | 1       |
| Загалом | Загалом         | 15     | 15     | 15     | 45      |

### Естафета 4×100 метрів комплексом
| Рік            | Золото | Срібло | Бронза |
| -------------- | --- | --- | --- |
| Белград 1973   | НДР (GDR) Ульріке Ріхтер Ренате Фоґель Роземаріе Котер Корнелія Ендер                                                                    | США (USA) Мелісса Белоут Марсія Морі Діна Дірдурфф Ширлі Бабашофф                                                         | ФРН (FRG) Angelike Greiser Петра Новс Ґудрун Бекманн Ютта Вебер                                                                        |
| Калі 1975      | НДР (GDR) Ульріке Ріхтер Ганнелоре Анке Роземаріе Котер Корнелія Ендер                                                                   | США (USA) Лінда Джезек Марсія Морі Камілл Райт Ширлі Бабашофф                                                             | Нідерланди (NED) Paula van Eijk Вейда Мазереув Йосе Дамен Еніт Бріґіта                                                                 |
| Берлін 1978    | США (USA) Linda Jasek Трейсі Колкінс Джоан Пеннінґтон Сінтія Вудгед                                                                      | НДР (GDR) Бірґіт Трайбер Рамона Райнке Андрея Поллак Барбара Краузе                                                       | СРСР (URS) Олена Круглова Юлія Богданова Ірина Аксьонова Лариса Царьова                                                                |
| Гуаякіль 1982  | НДР (GDR) Крістін Отто Уте Ґевеніґер Інес Ґайслер Бірґіт Майнеке Зільке Гернер*                                                          | США (USA) Сьюзен Волш Кім Роденбау Мері Т. Мігер Джилл Стеркел Libby Kinkead* Jean Childs* Мелані Баддемеєр* Кеті Трейбл* | СРСР (URS) Лариса Горчакова Світлана Варганова Наталія Матвєєва Ірина Герасимова Larisa Belokon* Інна Абрамова*                        |
| Мадрид 1986    | НДР (GDR) Катрін Ціммерманн Зільвія Ґераш Корнелія Ґреслер Крістін Отто Мануела Штельмах*                                                | США (USA) Бетсі Мітчелл Jennifer Hau Мері Т. Мігер Дженна Джонсон Ann Mahoney* Cara Hafner* Kara McGrath* Лора Вокер*     | Нідерланди (NED) Йоланда де Ровер Петра ван Ставерен Конні ван Бентум Аннемарі Верстаппен                                              |
| Перт 1991      | США (USA) Джейні Ваґстафф Трейсі Макфарлен Кріссі Аменн-Лейтон Нікол Гейслетт Jodi Wilson* Tori de Silvia* Julia Gorman* Дженні Томпсон* | Австралія (AUS) Nicole Livingston Лінлі Фрейм Сьюзен О'Нілл Карен ван Вірдум Johanna Griggs*                              | Німеччина (GER) Свеня Шліхт Яна Дерріс Зузанне Мюллер Мануела Штельмах Даґмар Газе* Alexandra Haenel* Katrin Jäke* Керстін Кільґас*    |
| Рим 1994       | КНР (CHN) Хе Цихун Дай Ґохун Лю Лімінь Ле Цзін'ї Юань Юань* Цюй Юнь* Шань Їн*                                                            | США (USA) Лія Лавлесс Крістін Куанс Емі Ван Дікен Дженні Томпсон Whitney Phelps* Анджел Мартіно*                          | Росія (RUS) Ніна Живаневська Ольга Прохорова Світлана Ваньо Наталія Мещерякова                                                         |
| Перт 1998      | США (USA) Лія Маурер Крісті Ковал Дженні Томпсон Емі Ван Дікен Бет Ботсфорд* Дженна Стріт* Місті Гаймен* Барбара Бедфорд*                | Австралія (AUS) Мередіт Сміт Гелен Денмен Петрія Томас Сьюзен О'Нілл Саманта Райлі* Енджела Кеннеді* Сара Раян*           | Японія (JPN) Маі Накамура Танака Масамі Аояма Аярі Мінамото Суміка                                                                     |
| Фукуока 2001   | Австралія (AUS) Даяна Келуб Лісель Джонс Петрія Томас Сара Раян Clementine Stoney* Тарні Вайт* Елка Ґрем                                 | США (USA) Наталі Коглін Меґан Кванн Мері Десенза Ерін Фенікс Shelly Ripple* Кортні Шилі* Маріца Коррея*                   | КНР (CHN) Чжань Шу Ло Сюецзюань Жуань Ї Сюй Яньвей                                                                                     |
| Барселона 2003 | КНР (CHN) Чжань Шу Ло Сюецзюань Чжоу Яфей Ян Юй                                                                                          | США (USA) Наталі Коглін Аманда Бірд Дженні Томпсон Ліндсі Бенко Гейлі Коуп* Тара Кірк* Мері Десенза*                      | Австралія (AUS) Джиан Руні Лісель Джонс Джесс Скіппер Джоді Генрі                                                                      |
| Монреаль 2005  | Австралія (AUS) Софі Едінґтон Лісель Джонс Джесс Скіппер Ліббі Тріккетт Джиан Руні* Брук Генсон* Фелісіті Гелвес* Джоді Генрі*           | США (USA) Наталі Коглін Джессіка Гарді Рейчел Комісарз Аманда Вейр Jeri Moss* Тара Кірк* Мері Десенза* Лейсі Наймаєр*     | Німеччина (GER) Антьє Бушшульте Сара Певе Анніка Мельгорн Даніела Ґец                                                                  |
| Мельбурн 2007  | Австралія (AUS) Емілі Сібом Лісель Джонс (3) Джесс Скіппер Ліббі Тріккетт Тарні Вайт* Фелісіті Гелвес* Джоді Генрі*                      | США (USA) Наталі Коглін Тара Кірк Рейчел Комісарз Лейсі Наймаєр Лейла Вазірі* Джессіка Гарді* Дана Воллмер* Аманда Вейр*  | КНР (CHN) Сюй Тяньлунцзи Ло Нань Чжоу Яфей Сюй Яньвей                                                                                  |
| Рим 2009       | КНР (CHN) Чжао Цзін Чень Хуейцзя Цзяо Люян Лі Чжеси                                                                                      | Австралія (AUS) Емілі Сібом Сара Катсуліс Джесс Скіппер Ліббі Тріккетт Саллі Фостер* Стефані Райс* Шейн Різ*              | Німеччина (GER) Даніела Самульскі Сара Певе Анніка Мельгорн Брітта Штеффен Даніела Шрайбер*                                            |
| Шанхай 2011    | США (USA) Наталі Коглін Ребекка Соні Дана Воллмер Міссі Франклін Elizabeth Pelton* Крістін Меґнусон* Аманда Вейр*                        | КНР (CHN) Чжао Цзін Цзі Ліпін Лу Ін Тан І Ґао Чан* Сунь Є* Цзяо Люян* Лі Чжеси*                                           | Австралія (AUS) Белінда Гокінг Лісель Джонс Алісія Кауттс Мерінда Дінґджан Стефані Райс*                                               |
| Барселона 2013 | США (USA) Міссі Франклін Джессіка Гарді Дана Воллмер Меґан Романо Elizabeth Pelton* Бріджа Ларсон* Клер Донаг'ю* Шеннон Вріленд*         | Австралія (AUS) Емілі Сібом Саллі Фостер Алісія Кауттс Кейт Кемпбелл Samantha Marshall* Емма Маккеон*                     | Росія (RUS) Дарія Устінова Юлія Єфімова Світлана Чімрова Вероніка Попова Anna Belousova*                                               |
| Казань 2015    | КНР (CHN) Фу Юаньхуей Ши Цзінлінь Лу Ін Шень Дуо Чень Сіньї* Цю Юйхань*                                                                  | Швеція (SWE) Мішель Колеман Дженні Юханссон Сара Шестрем Луїс Ганссон                                                     | Австралія (AUS) Емілі Сібом Тейлор Маккіоун Емма Маккеон Бронте Кемпбелл Медісон Вілсон* Лорна Тонкс* Меделін Гровз* Мелані Райт*      |
| Будапешт 2017  | США (USA) Кетлін Бейкер Ліллі Кінг Келсі Воррелл Сімоне Мануель Олівія Смоліга* Кеті Мейлі* Sarah Gibson* Меллорі Комерфорд*             | Росія (RUS) Анастасія Фесикова Юлія Єфімова Світлана Чімрова Вероніка Попова Наталія Іванеєва*                            | Австралія (AUS) Емілі Сібом Тейлор Маккіоун Емма Маккеон Бронте Кемпбелл Голлі Барратт* Джессіка Гансен* Бріанна Тросселл* Шейна Джек* |
| Кванджу 2019   | США (USA) Реган Сміт Ліллі Кінг Келсі Воррелл Сімоне Мануель Олівія Смоліга* Мелані Маргаліс* Кейті Маклафлін* Меллорі Комерфорд*        | Австралія (AUS) Мінна Атертон Джессіка Гансен Емма Маккеон Кейт Кемпбелл Кейлі Маккіон* Бріанна Тросселл* Медісон Вілсон* | Канада (CAN) Кайлі Масс Сідні Пікрем Меґґі Мак-Ніл Пенні Олексяк К'єра Сміт* Ребекка Сміт* Тейлор Рак*                                 |
| Будапешт 2022  | США (USA) Реган Сміт Ліллі Кінг (3) Торрі Гаск Клер Курзан Раян Вайт* Александра Волш* Наталі Гіндс* Еріка Браун*                        | Австралія (AUS) Кейлі Маккіон Дженна Страуч Бріанна Тросселл Моллі О'Каллаган Медісон Вілсон*                             | Канада (CAN) Кайлі Масс Рейчел Нікол Меґґі Мак-Ніл Пенні Олексяк Інґрід Вілм* Келсі Воґ* Кайла Санчес*                                 |

* Плавчині, що взяли участь лише в попередніх запливах.
- Медалі:

| Місце   | Країна     | Золото | Срібло | Бронза | Загалом |
| ------- | ---------- | ------ | ------ | ------ | ------- |
| 1       | США        | 8      | 9      | 0      | 17      |
| 2       | КНР        | 4      | 1      | 2      | 7       |
| 3       | НДР        | 4      | 1      | 0      | 5       |
| 4       | Австралія  | 3      | 6      | 4      | 13      |
| 5       | Росія      | 0      | 1      | 2      | 3       |
| 6       | Швеція     | 0      | 1      | 0      | 1       |
| 7       | Німеччина  | 0      | 0      | 3      | 3       |
| 8       | Канада     | 0      | 0      | 2      | 2       |
| 8       | Нідерланди | 0      | 0      | 2      | 2       |
| 8       | СРСР       | 0      | 0      | 2      | 2       |
| 11      | Японія     | 0      | 0      | 1      | 1       |
| 11      | ФРН        | 0      | 0      | 1      | 1       |
| Загалом | Загалом    | 19     | 19     | 19     | 57      |

### змішана естафета 4x100 метрів вільним стилем
| Рік           | Золото | Срібло | Бронза |
| ------------- | --- | --- | --- |
| Казань 2015   | США (USA) Раян Лохте Натан Едрієн Сімоне Мануель Міссі Франклін Конор Дваєр* Марго Гір* Еббі Вейтцейл*                              | Нідерланди (NED) Себастіан Версхюрен Йоост Рейнс Раномі Кромовідьойо Фемке Гемскерк Кайл Стольк* Марріт Стінберген*                       | Канада (CAN) Санто Кондореллі Юрі Кісіл Шанталь ван Ландегем Сандрін Менвіль Karl Krug* Вікторія Пун*     |
| Будапешт 2017 | США (USA) Кайлеб Дрессел Натан Едрієн Меллорі Комерфорд Сімоне Мануель Блейк П'єроні* Тавнлі Гаас* Лія Ніл* Келсі Воррелл*          | Нідерланди (NED) Бен Схвітерс Кайл Стольк Фемке Гемскерк Раномі Кромовідьойо Мод ван дер Мер*                                             | Канада (CAN) Юрі Кісіл Хав'єр Асеведо Шанталь ван Ландегем Пенні Олексяк Маркус Тормеєр* Сандрін Менвіль* |
| Кванджу 2019  | США (USA) Кайлеб Дрессел Зак Еппл Меллорі Комерфорд Сімоне Мануель (3) Блейк П'єроні* Натан Едрієн* Кейті Маклафлін* Еббі Вейтцейл* | Австралія (AUS) Кайл Чалмерс Клайд Льюїс Емма Маккеон Бронте Кемпбелл Кемерон Макевой* Александер Грем* Бріанна Тросселл* Медісон Вілсон* | Франція (FRA) Клеман Міньйон Мехді Метелла Шарлотт Бонне Марі Ваттель Максім Груссе* Беріль Гастальделло* |
| Будапешт 2022 | Австралія (AUS) Джек Картрайт Кайл Чалмерс Медісон Вілсон Моллі О'Каллаган Зак Інсерті* Вільям Янґ* Меґ Гарріс* Ліа Ніл*            | Канада (CAN) Джошуа Льєндо Хав'єр Асеведо Кайла Санчес Пенні Олексяк Руслан Ґазієв* Тейлор Рак* Меґґі Мак-Ніл*                            | США (USA) Раян Гелд Брукс Керрі Торрі Гаск Клер Курзан Дрю Кіблер* Еріка Браун* Кейт Дуглас*              |

* Плавчині, що взяли участь лише в попередніх запливах.
- Медалі:

| Місце   | Країна     | Золото | Срібло | Бронза | Загалом |
| ------- | ---------- | ------ | ------ | ------ | ------- |
| 1       | США        | 3      | 0      | 1      | 4       |
| 2       | Австралія  | 1      | 1      | 0      | 2       |
| 3       | Нідерланди | 0      | 2      | 0      | 2       |
| 4       | Канада     | 0      | 1      | 2      | 3       |
| 5       | Франція    | 0      | 0      | 1      | 1       |
| Загалом | Загалом    | 4      | 4      | 4      | 12      |

### Змішана естафета 4×100 метрів комплексом
| Рік           | Золото | Срібло | Бронза |
| ------------- | --- | --- | --- |
| Казань 2015   | Велика Британія (GBR) Кріс Вокер-Гебборн Адам Піті Шівон-Марі О'Коннор Франческа Голсолл Росс Мердок* Rachael Kelly*        | США (USA) Раян Мерфі Кевін Кордес Кейті Маклафлін Марго Гір Кенділ Стюарт* Лія Ніл*                                             | Німеччина (GER) Ян-Філіп Гланія Гендрік Фельдвер Александра Венк Анніка Брун                                    |
| Будапешт 2017 | США (USA) Метт Греверс Ліллі Кінг Кайлеб Дрессел Сімоне Мануель Раян Мерфі* Кевін Кордес* Келсі Воррелл* Меллорі Комерфорд* | Австралія (AUS) Мітч Ларкін Деніел Кейв Емма Маккеон Бронте Кемпбелл Кейлі Маккіон* Метью Вілсон* Грант Ірвайн* Шейна Джек*     | Канада (CAN) Кайлі Масс Річард Фанк Пенні Олексяк Юрі Кісіл Хав'єр Асеведо* Ребекка Сміт* Шанталь ван Ландегем* |
| Будапешт 2017 | США (USA) Метт Греверс Ліллі Кінг Кайлеб Дрессел Сімоне Мануель Раян Мерфі* Кевін Кордес* Келсі Воррелл* Меллорі Комерфорд* | Австралія (AUS) Мітч Ларкін Деніел Кейв Емма Маккеон Бронте Кемпбелл Кейлі Маккіон* Метью Вілсон* Грант Ірвайн* Шейна Джек*     | КНР (CHN) Сюй Цзяюй Ян Цзібей Чжан Юйфей Чжу Менхуей Лі Гуан'юань* Ши Цзінлінь* Li Zhuhao*                      |
| Кванджу 2019  | Австралія (AUS) Мітч Ларкін Метью Вілсон Емма Маккеон Кейт Кемпбелл Мінна Атертон* Метью Темпл* Бронте Кемпбелл*            | США (USA) Раян Мерфі Ліллі Кінг Кайлеб Дрессел Сімоне Мануель Метт Греверс* Ендрю Вілсон* Келсі Воррелл* Меллорі Комерфорд*     | Велика Британія (GBR) Джорджія Девіс Адам Піті Джеймс Ґай Фрея Андерсон Джеймс Вілбі*                           |
| Будапешт 2022 | США (USA) Гантер Армстронґ Нік Фінк Торрі Гаск Клер Курзан Раян Мерфі* Ліллі Кінг* (1+1*) Майкл Ендрю* Еріка Браун*         | Австралія (AUS) Кейлі Маккіон Зак Стабблеті-Кук Метью Темпл Шейна Джек Айзек Купер* Метью Вілсон* Бріанна Тросселл* Меґ Гарріс* | Нідерланди (NED) Кіра Туссен Арно Каммінга Нілс Корстаньє Марріт Стінберген                                     |

* Плавчині, що взяли участь лише в попередніх запливах.
- Медалі:

| Місце   | Країна          | Золото | Срібло | Бронза | Загалом |
| ------- | --------------- | ------ | ------ | ------ | ------- |
| 1       | США             | 2      | 2      | 0      | 4       |
| 2       | Австралія       | 1      | 2      | 0      | 3       |
| 3       | Велика Британія | 1      | 0      | 1      | 2       |
| 4       | Канада          | 0      | 0      | 1      | 1       |
| 4       | КНР             | 0      | 0      | 1      | 1       |
| 4       | Німеччина       | 0      | 0      | 1      | 1       |
| 4       | Нідерланди      | 0      | 0      | 1      | 1       |
| Загалом | Загалом         | 4      | 4      | 5      | 13      |

## Підсумкова таблиця за 1973–2022 роки
Оновлено після завершення Чемпіонату світу з водних видів спорту 2022.

### Жінки
| Місце                | Країна               | Золото | Срібло | Бронза | Загалом |
| -------------------- | -------------------- | ------ | ------ | ------ | ------- |
| 1                    | США                  | 105    | 83     | 75     | 263     |
| 2                    | Австралія            | 45     | 55     | 36     | 136     |
| 3                    | НДР                  | 44     | 32     | 15     | 91      |
| 4                    | КНР                  | 35     | 21     | 35     | 91      |
| 5                    | Угорщина             | 14     | 6      | 8      | 28      |
| 6                    | Швеція               | 13     | 13     | 7      | 33      |
| 7                    | Німеччина            | 12     | 23     | 18     | 53      |
| 8                    | Нідерланди           | 10     | 14     | 23     | 47      |
| 9                    | Італія               | 10     | 7      | 8      | 25      |
| 10                   | Росія                | 7      | 14     | 7      | 28      |
| 11                   | Канада               | 6      | 7      | 23     | 36      |
| 12                   | Франція              | 5      | 7      | 8      | 20      |
| 13                   | Велика Британія      | 4      | 10     | 12     | 26      |
| 14                   | Данія                | 4      | 8      | 6      | 18      |
| 15                   | СРСР                 | 4      | 3      | 6      | 13      |
| 16                   | Україна              | 4      | 2      | 1      | 7       |
| 17                   | Зімбабве             | 3      | 5      | 0      | 8       |
| 18                   | Японія               | 2      | 7      | 19     | 28      |
| 19                   | Іспанія              | 2      | 5      | 2      | 9       |
| 20                   | Польща               | 2      | 4      | 2      | 8       |
| 21                   | Литва                | 2      | 2      | 1      | 5       |
| 22                   | Румунія              | 2      | 1      | 6      | 9       |
| 23                   | Білорусь             | 2      | 1      | 1      | 4       |
| 24                   | Бразилія             | 1      | 2      | 0      | 3       |
| 25                   | Коста-Рика           | 1      | 1      | 2      | 4       |
| 26                   | Сербія               | 1      | 0      | 0      | 1       |
| 26                   | Фінляндія            | 1      | 0      | 0      | 1       |
| 28                   | Словаччина           | 0      | 3      | 2      | 5       |
| 29                   | Швейцарія            | 0      | 3      | 1      | 4       |
| 30                   | Нова Зеландія        | 0      | 2      | 3      | 5       |
| 31                   | Болгарія             | 0      | 1      | 1      | 2       |
| 31                   | Норвегія             | 0      | 1      | 1      | 2       |
| 31                   | ПАР                  | 0      | 1      | 1      | 2       |
| 31                   | Ямайка               | 0      | 1      | 1      | 2       |
| 35                   | Чехія                | 0      | 1      | 0      | 1       |
| 36                   | ФРН                  | 0      | 0      | 2      | 2       |
| 36                   | Єгипет               | 0      | 0      | 2      | 2       |
| 36                   | Австрія              | 0      | 0      | 2      | 2       |
| 39                   | Бельгія              | 0      | 0      | 1      | 1       |
| Загалом (39 збірних) | Загалом (39 збірних) | 341    | 346    | 338    | 1025    |

### Змішані дисципліни
| Місце               | Країна              | Золото | Срібло | Бронза | Загалом |
| ------------------- | ------------------- | ------ | ------ | ------ | ------- |
| 1                   | США                 | 5      | 2      | 1      | 8       |
| 2                   | Австралія           | 2      | 3      | 0      | 5       |
| 3                   | Велика Британія     | 1      | 0      | 1      | 2       |
| 4                   | Нідерланди          | 0      | 2      | 1      | 3       |
| 5                   | Канада              | 0      | 1      | 3      | 4       |
| 6                   | КНР                 | 0      | 0      | 1      | 1       |
| 6                   | Німеччина           | 0      | 0      | 1      | 1       |
| 6                   | Франція             | 0      | 0      | 1      | 1       |
| Загалом (8 збірних) | Загалом (8 збірних) | 8      | 8      | 9      | 25      |

## Багаторазові медалістки
Жирним позначено плавчинь, що ще виступали станом на 2022 рік, а також лідерок за кількістю медалей певного типу, зокрема і серед тих, що не увійшли до цієї таблиці.

### Всі дисципліни
| Місце | Плавчиня                | Країна    | Від  | До   | Золото | Срібло | Бронза | Загалом |
| ----- | ----------------------- | --------- | ---- | ---- | ------ | ------ | ------ | ------- |
| 1     | Кейті Ледекі            | США       | 2013 | 2022 | 19     | 3      | –      | 22      |
| 2     | Сімоне Мануель          | США       | 2013 | 2019 | * 11 * | 3      | 2      | * 16 *  |
| 3     | Міссі Франклін          | США       | 2011 | 2015 | 11     | 2      | 3      | 16      |
| 4     | Сара Шестрем            | Швеція    | 2009 | 2022 | 10     | 7      | 3      | 20      |
| 5     | Ліллі Кінг              | США       | 2017 | 2022 | * 10 * | 1      | –      | * 11 *  |
| 6     | Катінка Хоссу           | Угорщина  | 2009 | 2019 | 9      | 1      | 5      | 15      |
| 7     | Наталі Коглін           | США       | 2001 | 2013 | # 8 #  | 7      | 5      | # 20 #  |
| 8     | Ліббі Тріккетт (Лентон) | Австралія | 2005 | 2009 | 8      | 3      | 4      | 15      |
| 9     | Корнелія Ендер          | НДР       | 1973 | 1975 | 8      | 2      | –      | 10      |
| 10    | Дженні Томпсон          | США       | 1991 | 2003 | & 7 &  | 5      | 2      | & 14 &  |

### Особисті дисципліни
| Місце | Плавчиня            | Країна     | Від  | До   | Золото | Срібло | Бронза | Загалом |
| ----- | ------------------- | ---------- | ---- | ---- | ------ | ------ | ------ | ------- |
| 1     | Кейті Ледекі        | США        | 2013 | 2022 | 14     | 2      | –      | 16      |
| 2     | Сара Шестрем        | Швеція     | 2009 | 2022 | 10     | 6      | 3      | 19      |
| 3     | Катінка Хоссу       | Угорщина   | 2009 | 2019 | 9      | 1      | 5      | 15      |
| 4     | Юлія Єфімова        | Росія      | 2009 | 2019 | 6      | 6      | 3      | 15      |
| 5     | Федеріка Пеллегріні | Італія     | 2005 | 2019 | 6      | 3      | 1      | 10      |
| 6     | Ганна Штокбауер     | Німеччина  | 2001 | 2003 | 5      | –      | 1      | 6       |
| 7     | Інге де Бройн       | Нідерланди | 2001 | 2003 | 5      | –      | –      | 5       |
| 7     | Ліллі Кінг          | США        | 2017 | 2022 | 5      | –      | –      | 5       |
| 9     | Лісель Джонс        | Австралія  | 2001 | 2011 | 4      | 4      | 1      | 9       |
| 10    | Корнелія Ендер      | НДР        | 1973 | 1975 | 4      | 2      | –      | 6       |
| 10    | Яна Клочкова        | Україна    | 1998 | 2003 | 4      | 2      | –      | 6       |